# Sostenibilità

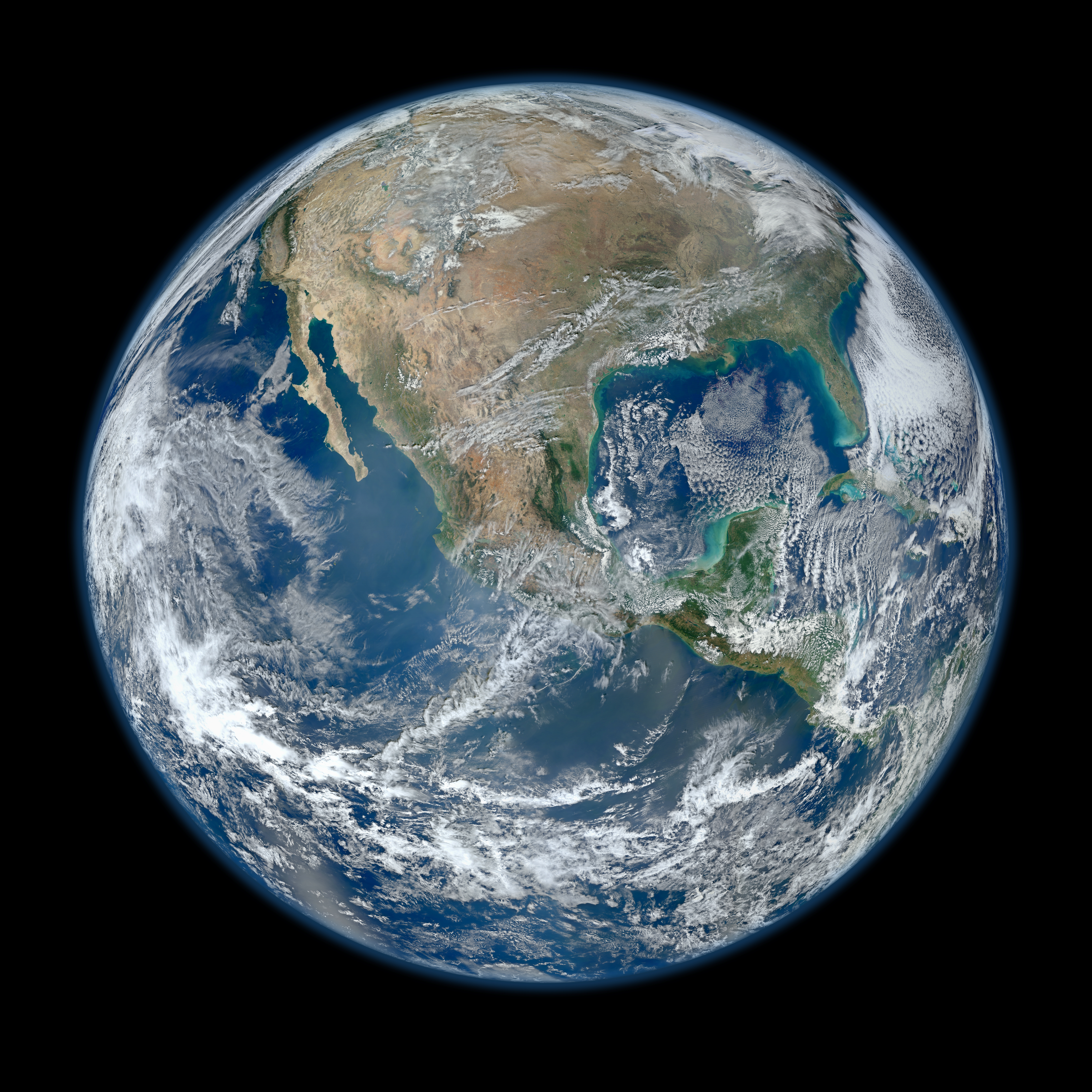
Raggiungere gli obiettivi di sostenibilità permetterà all'uomo di continuare a vivere sulla Terra

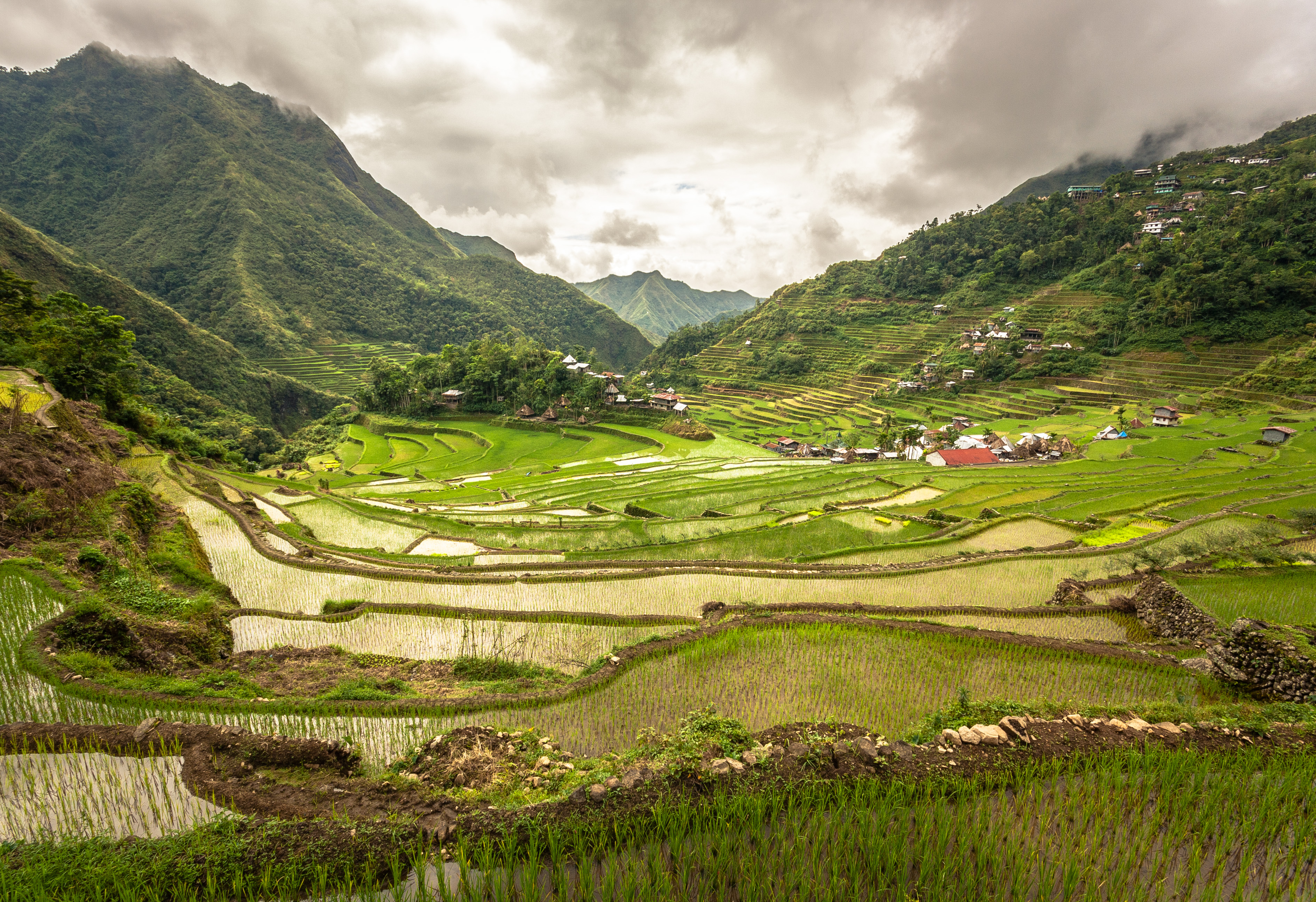
Terrazzamenti di riso di Batad, Filippine – patrimonio UNESCO

La sostenibilità  è la caratteristica di un processo o di uno stato che può essere mantenuto a un certo livello in maniera costante ed indefinita. In ambito ambientale, economico e sociale, essa è il processo di cambiamento nel quale l'attività o uso dello sfruttamento delle risorse, il piano degli investimenti ambientali, l'orientamento dello sviluppo tecnologico e le modifiche istituzionali sono tutti in sintonia e valorizzano il potenziale attuale e futuro al fine di far fronte ai bisogni e alle aspirazioni dell'uomo.
Il principio guida della sostenibilità è lo sviluppo sostenibile, che riguarda, in modo interconnesso, l'ambito ambientale, quello economico nel termine di attività o uso e quello sociale. I settori culturali, tecnologici e politici sono, invece, considerati come sotto-settori dello sviluppo sostenibile. Per sviluppo sostenibile si intende lo sviluppo volto a soddisfare i bisogni della generazione presente senza compromettere la capacità delle generazioni future di far fronte ai propri bisogni. Tuttavia, il primo riferimento storico al concetto di sostenibilità "intergenerazionale" è contenuto nella costituzione pastorale Gaudium et spes pubblicata a conclusione del Concilio Vaticano II nel 1965. Il termine "sviluppo sostenibile" è stato introdotto per la prima volta dal Rapporto Brundtland della Commissione mondiale per l'ambiente e lo sviluppo (1987).
La sostenibilità è anche definita come un processo socio-ecologico caratterizzato dal desiderio di perseguire un ideale comune. Per quanto possa essere difficile raggiungere tale ideale, un atteggiamento perseverante e dinamico fa in modo che il processo dia luogo a un sistema sostenibile.
Ecosistemi e sistemi ambientali sani sono necessari per la sopravvivenza della specie umana e degli organismi viventi. Alcune modalità per ridurre l'impatto negativo dell'uomo sull'ambiente sono l'ingegneria chimica ecosostenibile, la gestione ambientale delle risorse e la tutela dell'ambiente. Le informazioni vengono raccolte per mezzo dei sistemi di informatica verde, chimica verde, scienze della terra, scienze ambientali e biologia della conservazione. L'economia ecologica si occupa della ricerca accademica sull'economia umana e sugli ecosistemi naturali.
Il percorso verso il raggiungimento della sostenibilità rappresenta anche una sfida sociale che coinvolge il diritto internazionale e nazionale, il sistema urbanistico e dei trasporti, gli stili di vita locali e individuali e il consumo critico. La città sostenibile si pone come obiettivo primario quello di riequilibrare il rapporto tra uomo e ambiente, ricercando un modello di sviluppo urbano che sia compatibile con la protezione delle risorse naturali e la salvaguardia del pianeta. Per vivere in modo più sostenibile si può ricorrere ad alcune strategie, come la riorganizzazione delle condizioni di vita (ad esempio, ecovillaggi, città ecologiche e città sostenibili), la revisione dei settori economici (permacultura, green building, agricoltura sostenibile) o delle prassi lavorative (bioarchitettura), l'utilizzo delle scienze per lo sviluppo di nuove tecnologie (tecnologia verde, energie rinnovabili ed energia da fusione e da fissione attraverso un processo sostenibile), oppure la progettazione di sistemi flessibili e reversibili oltre che l'adattamento degli stili di vita individuali volto alla conservazione delle risorse naturali.
Alla luce di fenomeni come la non necessità, il degrado ambientale, il cambiamento climatico, il sovraconsumo, l'aumento demografico e la crescita economica illimitata e non equa in un sistema chiuso, riduce o azzera la concreta possibilità che le società umane possano, in futuro, raggiungere gli obiettivi della sostenibilità ambientale e continua a rimanere, incerta, nonostante il termine “sostenibilità” goda di una popolarità sempre maggiore.

## Etimologia
La parola "sostenibilità" ha incominciato a essere usata con il significato di sostenibilità umana sul pianeta Terra, dando origine alla definizione più celebre di sostenibilità, quella della Commissione Brundtland delle Nazioni Unite del 20 marzo 1987, che la considerava come parte costitutiva del concetto di sviluppo sostenibile.

## Ambiti
In ambito ambientale, la sostenibilità è considerata una prerogativa essenziale per garantire la stabilità di un ecosistema, cioè la capacità di mantenere nel futuro i processi ecologici che avvengono all'interno di un ecosistema e la sua biodiversità. Tale concetto di sostenibilità è stato il primo a essere definito e analizzato. Successivamente il concetto di sostenibilità venne allargato ad altri ambiti, in particolare alla sfera economica e sociale, fornendo una definizione più ampia, secondo la quale le tre condizioni di sostenibilità ambientale, economica e sociale partecipano insieme alla definizione di benessere e progresso.
Tale generalizzazione del concetto di sostenibilità è stata svolta usando il concetto di "sistema", che è più generale del concetto di "ecosistema". In questo modo, per quanto riguarda la vita umana, la stabilità di un sistema, può essere vista come un modo per garantire la longevità di un sistema di supporto per la vita umana, che può essere il sistema climatico del pianeta, il sistema agricolo, industriale, forestale, della pesca e delle comunità umane che in genere dipendono da questi diversi sistemi. In particolare tale longevità è messa in relazione con l'influenza che l'attività antropica esercita sui sistemi stessi.
Con riferimento alla società, il termine di sostenibilità sociale indica un "equilibrio fra il soddisfacimento delle esigenze presenti senza compromettere la possibilità delle future generazioni di sopperire alle proprie" (Rapporto Brundtland del 1987). Sebbene tale definizione sia ampiamente condivisa, essa è soggetta a differenti interpretazioni.

Il concetto di sostenibilità sociale così definito può essere inoltre distinto in due tipologie:
- sostenibilità forte: se si ammette che il capitale da tramandare alle generazioni future possa essere solo "naturale",[14] cioè che deriva esclusivamente da risorse naturali;
- sostenibilità debole: se si ammette che il capitale naturale da tramandare possa essere sostituito da "capitale manufatto", cioè creato dall'uomo.[14]

Il concetto di sostenibilità economica è alla base delle riflessioni nell'ambito dell'economia dello sviluppo che studiano la possibilità futura che un processo economico "duri" nel tempo. Da questo punto di vista, perché un processo sia economicamente sostenibile esso deve utilizzare le risorse naturali a un ritmo tale che esse possano essere rigenerate naturalmente.

## Componenti

### Le tre dimensioni della sostenibilità

Diagramma che indica la relazione tra i “tre pilastri della sostenibilità”, in cui economia e società sono comprese all'interno dei limiti ambientali

Diagramma di Venn dello sviluppo sostenibile, risultante dall'incrocio delle tre parti costituenti

Il Summit mondiale sullo sviluppo sostenibile del 2002 ha individuato gli obiettivi di sviluppo sostenibile, tra cui lo sviluppo economico, lo sviluppo sociale e la tutela dell'ambiente. Si è soliti rappresentare tali obiettivi usando tre ellissi nidificate per indicare che i tre pilastri della sostenibilità non si escludono a vicenda ma, a loro volta, si rafforzano. Di fatto, i tre pilastri sono interconnessi, tanto che, in una prospettiva a lungo termine, nessuno dei tre può sussistere senza gli altri. I tre pilastri, nel corso degli ultimi anni, hanno costituito una base comune per vari sistemi di standard e certificazioni di sostenibilità, in particolar modo per l'industria alimentare. Tra gli standard che oggi fanno esplicito riferimento a questo triplice approccio vi sono la Rainforest Alliance, il commercio equo e solidale e la Certificazione UTZ.
Alcuni esperti e professionisti del campo hanno addirittura pensato a quattro pilastri di sostenibilità, ovvero a un approccio quadruplo. Infatti, aggiungono il pilastro delle “generazioni future”. Tale scelta mette in primo piano una pianificazione sostenibile a lungo termine. Un ulteriore punto di vista è quello di considerare l'uso delle risorse e la sostenibilità finanziaria come due pilastri aggiuntivi della sostenibilità anche se queste si palesano come due variabili all'interno del pilastro economico.
Lo sviluppo sostenibile consiste nella capacità di mantenere un equilibrio tra gli sforzi a livello locale e globale con lo scopo di soddisfare i bisogni fondamentali dell'uomo senza distruggere o danneggiare l'ambiente naturale. Di conseguenza, la difficoltà sta nel riuscire a rappresentare nel modo giusto il rapporto tra le necessità umane e l'ambiente.
Uno studio del 2005 ha messo in luce che la giustizia ambientale è un fattore importante tanto quanto lo sviluppo sostenibile. Da questa prospettiva, l'economia diventa un sottosistema della società umana in quanto derivante da essa che a sua volta è un sottosistema della biosfera, quindi all'aumento in un settore corrisponde una perdita in un altro. Tale prospettiva ha prodotto la rappresentazione a cerchi nidificati della sostenibilità con l'economia inserita all'interno della società ed entrambe comprese nel cerchio dell'ambiente. La semplice definizione di sostenibilità come qualcosa che migliora la qualità della vita umana senza intaccare gli ecosistemi, per quanto possa sembrare vaga, rende bene l'idea che la sostenibilità abbia dei limiti quantificabili. Ma la sostenibilità va intesa anche come un appello ad agire, una sfida, un “viaggio” e perciò come un processo politico. È per questo che alcune definizioni di sostenibilità stabiliscono alcuni obiettivi e valori comuni.
La Carta della Terra parla di “una società globale sostenibile, fondata sul rispetto della natura, sui diritti umani universali, sulla giustizia economica e sulla cultura della pace”. Tale definizione ha suggerito una rappresentazione della sostenibilità più complessa, che comprendesse anche l'importanza della “politica”. In aggiunta, la sostenibilità comporta la capacità di prendere decisioni e apportare innovazioni in maniera responsabile e dinamica riducendo l'impatto negativo e mantenendo l'equilibrio tra resilienza ecologica, prosperità economica, giustizia politica e vitalità culturale con lo scopo di garantire un pianeta accogliente per tutte le specie, sia nel presente sia per il futuro. Tipologie specifiche di sostenibilità comprendono tecniche di agricoltura sostenibile, bioarchitettura o economia ecologica. Comprendere lo sviluppo sostenibile è importante ma, senza porsi obiettivi concreti, resta un termine astratto come la “libertà” o la “giustizia”.

### ICircles of Sustainabilitye la quarta dimensione della sostenibilità

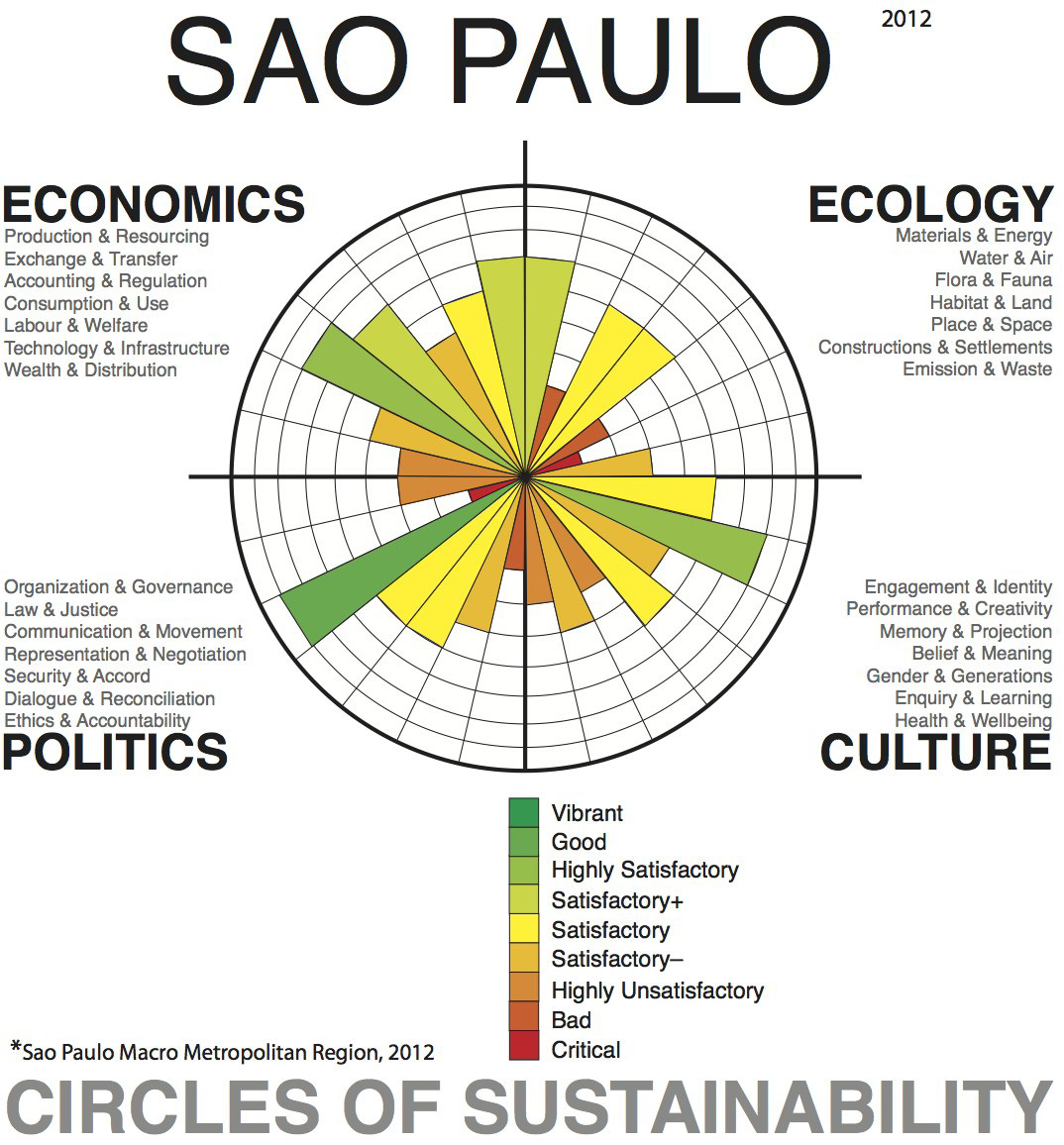
Analisi della sostenibilità urbana dell'area della città di São Paulo basata sul metodo dei Circles of Sustainability dell'ONU e della Metropolis Association

Mentre la Dichiarazione del Millennio delle Nazioni Unite aveva riconosciuto i principi e i trattati stipulati sul tema dello sviluppo sostenibile, compresi quelli sullo sviluppo economico, sullo sviluppo sociale e sulla tutela dell'ambiente, continuando a utilizzare solo tre parametri (sostenibilità economica, ambientale e sociale), negli ultimi anni, per mezzo di un modello sistematico sviluppato in risposta ai dibattiti dell'ultimo decennio, l'approccio dei cosiddetti "Circles of Sustainability" ha distinto quattro parametri: sostenibilità economica, ecologica, politica e culturale. Tutto ciò è avvenuto con l'approvazione delle Nazioni Unite, dell'UNESCO, dell'Agenda 21, e in particolare dell'Agenda 21 per la cultura, che indica la cultura come il quarto parametro dello sviluppo sostenibile. Tale modello viene oggi impiegato da organizzazioni come il Programma Città dell'ONU e Metropolis. Per quanto riguarda Metropolis, non si tratta di aggiungere il quarto parametro della cultura al triplice approccio dominante di economia, ambiente e società. Piuttosto, si tratta di considerare tutti e quattro i parametri – economia, ecologia, politica e cultura – come parametri sociali (anche l'economia) e di distinguere tra ecologia (intesa come il punto di incontro del mondo umano e del mondo naturale) e ambiente, ben più complesso di quanto l'uomo possa mai arrivare a comprendere.

### Le sette modalità
Un ulteriore modello è quello in cui vengono indicate le sette modalità con cui l'uomo cerca di soddisfare tutte le sue necessità e aspirazioni: economia, comunità, gruppi occupazionali, governo, ambiente, cultura e fisiologia. Sia su scala globale sia individuale, ciascuna delle sette modalità può essere considerata come facente parte di una gerarchia di sette livelli. La sostenibilità umana può dirsi realizzata solo quando si raggiungono gli obiettivi di sostenibilità a tutti i livelli delle sette modalità.

### Prospettive
Le attività di ricerca e innovazione sono parti essenziali per la sostenibilità. Un chiaro esempio è offerto dalle politiche europee in materia di ricerca e innovazione ambientale. Tali politiche sono volte a definire e sviluppare un'agenda trasformativa che renda più verdi economia e società in modo da farle diventare più sostenibili. La ricerca e l'innovazione in Europa sono finanziate dal programma Horizon 2020, a cui è possibile contribuire da tutto il mondo. Incoraggiare pratiche agricole sane permette agli agricoltori di ottenere il massimo dall'ambiente, conservandolo, allo stesso tempo, per le generazioni future. In aggiunta, favorire soluzioni di viaggio e di trasporto innovative e sostenibili deve essere un punto chiave di tale processo.

## Resilienza
In ecologia, per resilienza si intende la capacità di un ecosistema di recupero rispetto a una perturbazione ambientale e riuscire a conservare la propria struttura di base e vitalità. La teoria della resilienza, nonostante la vaghezza della definizione per i policy makers, trova fondamento nel bisogno di gestire in un modo sostenibile le interazioni tra i sistemi costruiti dall'uomo e gli ecosistemi naturali e si occupa della capacità dei sistemi ecologici di tollerare gli attacchi dovuti alle attività antropiche continuando ad assicurare i servizi di cui le generazioni presenti e future hanno bisogno. Si occupa anche dell'impegno dei policy makers geopolitici di promuovere e gestire le fondamentali risorse ecologiche del pianeta per promuovere la resilienza e raggiungere la sostenibilità di queste risorse essenziali per il beneficio delle future generazioni. La resilienza di un ecosistema, e quindi, la sua sostenibilità, può essere ragionevolmente misurata in circostanze o eventi in cui la combinazione delle forze rigenerative presenti in natura (energia solare, acqua, terreno, atmosfera,vegetazione e biomassa) interagisce con l'energia immessa nell'ecosistema derivante dai disordini.
Una visione pratica della sostenibilità consiste in sistemi chiusi che mantengono illimitatamente i processi di produttività attraverso la sostituzione delle risorse usate dall'attività umana con risorse di uguale o maggior valore effettuata da quelle stesse persone, senza deteriorare o danneggiare i sistemi naturali biotici. In questo modo, la sostenibilità può essere misurata concretamente nelle attività dell'uomo se c'è una rilevazione trasparente delle risorse reintrodotte nell'ecosistema per sostituire quelle rimosse. In natura, la rilevazione avviene naturalmente attraverso un processo di adattamento, poiché un ecosistema ritorna alla vitalità in seguito a un disordine esterno. L'adattamento è un processo in più fasi che ha inizio con l'evento disturbatore (terremoto, eruzione vulcanica, uragano, tornado, inondazione, o temporale) ed è seguito da assorbimento, utilizzo, o deformazione dell'energia o energie che le forze esterne hanno creato.
Analizzando sistemi come parchi urbani o nazionali, dighe, fattorie e giardini, parchi a tema, miniere a cielo aperto, bacini idrografici, un modo per guardare alla relazione tra sostenibilità e resilienza è vedere la prima con una visione a lungo termine e la seconda come la capacità degli ingegneri di rispondere agli eventi ambientali immediati.

## Storia
La storia della sostenibilità ripercorre i sistemi dominati dall'uomo a partire dalle prime civiltà fino al giorno d'oggi. Essa è caratterizzata dal sempre più grande successo regionale di una società particolare, seguito da crisi che sono state o risolte, producendo sostenibilità, oppure no, portando al declino.
Nelle prime fasi della storia dell'umanità, l'uso del fuoco e il desiderio di alimenti specifici può aver alterato la composizione naturale della comunità vegetale e animale. Tra gli 8000 e i 10000 anni fa, emersero società agrarie che dipendevano largamente dal loro ambiente e dalla creazione di una "struttura di permanenza".
La rivoluzione industriale occidentale del XVIII e XIX secolo si inserì nel vasto potenziale di crescita dell'energia nei combustibili fossili. Il carbone era utilizzato per alimentare motori sempre più efficienti e in seguito per generare elettricità. I moderni servizi igienico-sanitari e gli sviluppi in medicina hanno protetto molte popolazioni dalle malattie. Verso la metà del XX secolo, un movimento ambientalista segnalò la presenza di costi ambientali associati ai molti benefici materiali dei quali si può godere attualmente. Nel 1962 fu pubblicato il libro Silent Spring (1962) di Rachel Carson.
Nel 1972 col Rapporto sui limiti dello sviluppo elaborato dal Think tank chiamato Club di Roma ci fu una presa di coscienza che l'utilizzo umano delle risorse naturali stava raggiungendo il limite e che questa tendenza, piuttosto che diminuire, stava raggiungendo un livello di allarme. Negli anni successivi l'interesse ai temi della sostenibilità ebbe un significativo aumento. Le crisi energetiche del 1973 e 1979 dimostrarono la misura in cui la comunità globale era diventata dipendente dalle risorse energetiche non rinnovabili.
L'interesse internazionale sopra lo sviluppo globale, fortemente connesso allo stato di salute e di povertà dei paesi in via di sviluppo, risultò evidente nel programma di sviluppo sostenibile stilato dall'ONU. Ciò non è sempre stato appoggiato dal movimento ambientalista.
Negli anni settanta, mentre i paesi industrializzati consideravano gli effetti dell'esplosione dell'incremento demografico globale, inquinamento e consumismo, i paesi in via di sviluppo fronteggiarono continue situazioni di povertà e privazioni, considerarono lo sviluppo come essenziale - per sopperire alle loro necessità di cibo, acqua potabile e tetti. La "Conferenza delle Nazioni Unite sull'ambiente umano" delle Nazioni Unite del 1972, che si tenne a Stoccolma, fu la prima importante conferenza indetta dall'ONU riguardo a tale questione e segnò l'inizio della cooperazione internazionale in politiche e strategie per lo sviluppo ambientale. Negli stessi anni sviluppava un'attenta riflessione su tali tematiche la Commissione Chiesa e Società" del CEC (Consiglio Ecumenico delle Chiese), che nel 1974 elaborò una prima definizione di società sostenibile.
Nel 1980 l'Unione Internazionale per la Conservazione della Natura" pubblicò il suo influente documento "Strategie per la Conservazione del Mondo", seguito nel 1982 dalla "Carta per la Natura", che richiamò l'attenzione sul declino dell'ecosistema globale. Tenendo in considerazione le differenze di priorità fra i G20 e i PVS, la Commissione mondiale delle Nazioni Unite su Ambiente e Sviluppo (la Commissione Brundtland) lavorò per due anni per provare a risolvere l'apparente conflitto fra tutela dell'ambiente e sviluppo. La commissione giunse alla conclusione che l'approccio allo sviluppo avrebbe dovuto mutare e divenire sostenibile, dando così vita alla definizione di sostenibilità sopracitata.
Al 1987 risale la definizione di "sviluppo sostenibile", contenuta all'interno del rapporto Brundtland.
Nel XXI secolo, c'è una sempre maggiore consapevolezza globale della minaccia costituita dall'effetto serra causato dall'attività umana, originato soprattutto dal disboscamento e dalla combustione di combustibili fossili.

## Principi e concetti
Il quadro filosofico e analitico della sostenibilità si basa ed è collegato a diverse discipline e campi; infatti, negli ultimi anni si è sviluppata un'area che è stata definita scienza della sostenibilità

### Scala e contesto
La sostenibilità viene studiata e gestita sulla base di numerose scale spaziali e temporali (livelli o quadri di riferimento) e in molti contesti di organizzazione ambientale, sociale ed economica.
Gli ambiti focalizzati variano dalla capacità portante dell'ambiente del pianeta alla sostenibilità di settori economici, ecosistemi, nazioni, città, quartieri, giardini di case, vite delle persone, beni e servizi, occupazioni, stili di vita, modelli di comportamento e così via. In breve, può coinvolgere l'intero ambito biologico e delle attività umane o una qualsiasi sua parte.
Secondo Daniel Botkin il paesaggio è percepito come una realtà in continuo movimento e che cambia su molte scale di tempo e spazio
La vastità e la complessità dell'ecosistema planetario si è rivelata problematica sul piano delle misure pratiche per il raggiungimento della sostenibilità globale. Per fare chiarezza sul quadro generale, l'esploratore e attivista per la sostenibilità Jason Lewis ha richiamato delle analogie con altri sistemi chiusi più concreti. Per esempio, paragona l'esistenza umana sulla Terra – che è isolata poiché il pianeta si trova nello spazio, e per questo le persone non possono essere evacuate per ridurne la pressione demografica e le risorse non possono essere importate per prevenire il rapido esaurimento delle risorse – alla vita in mare su una piccola barca isolata dall'acqua. Egli sostiene che in entrambi i casi, esercitare il principio di precauzione sia un elemento chiave per la sopravvivenza.

### Consumo
Una delle cause principali dell'impatto umano è la distruzione delle risorse biofisiche, e in particolare, degli ecosistemi del pianeta. L'impatto ambientale di una comunità, come anche dell'intero genere umano, dipende sia dalla popolazione coinvolta sia dall'impatto pro capite; a sua volta questo è legato, secondo relazioni complesse alla quantità di risorse impiegate, alla loro natura rinnovabile o non rinnovabile, e alla scala dell'attività umana rispetto alla capacità di carico dell'ecosistema coinvolto. Una gestione attenta delle risorse può essere applicata su molte scale, da settori economici come l'agricoltura, la manifattura e l'industria, all'organizzazione del lavoro, ai modelli di consumo delle famiglie e dei singoli e alle domande di risorse dei beni e dei servizi.
Uno dei primi tentativi per esprimere in modo matematico l'impatto dell'attività umana sull'ambiente venne sviluppato negli anni settanta: l'equazione
I = (P x A) - T
lega l'impatto ambientale (I) alla popolazione (P), ai livelli di consumo ("affluence", A) e all'impatto per unità di risorsa impiegata (che dipende dall'uso della tecnologia ed è indicata con T).

## Circolarità
Negli ultimi anni, le idee basate sulle risorse riciclate stanno acquisendo sempre più importanza. Tra queste idee la più degna di nota potrebbe essere l'economia circolare, con il completo supporto della Cina e dell'Unione Europea. C'è anche un ampio spettro di idee simili o scuole di pensiero, comprese le leggi dell'ecologia cradle-to-cradle, la performance economy a circuito chiuso, un design rigenerativo, l'ecologia industriale, la biomimetica, e la blue economy. Istintivamente queste idee sembrano essere più sostenibili dell'attuale sistema economico.
La riduzione dei fattori di produzione delle risorse e di fuoriuscita delle immissioni e dei rifiuti dal sistema, riducono l'esaurimento delle risorse e l'inquinamento ambientale. Ciò nonostante, queste supposizioni non bastano per far fronte alla complessità del sistema implicato, non tenendo conto di potenziali compromessi. Per esempio, la dimensione sociale della sostenibilità sembra essere affrontata in maniera marginale solo in molte pubblicazioni sull'economia circolare, e ci sono anche casi che richiedono strategie diverse o aggiuntive, come l'acquisto di attrezzature nuove, più forti e efficienti.
In uno studio di un team di ricercatori di Cambridge e dell'Università tecnica di Delft (TU Delft) sono state identificati otto diversi tipi di relazioni tra la sostenibilità e l'economia circolare, ovvero:
1. una relazione condizionale
2. una forte relazione condizionale
3. una relazione condizionale necessaria ma non sufficiente
4. una relazione favorevole (strutturata e non strutturata)
5. una relazione di sottocategoria
6. una relazione di grado
7. una relazione di scambio e di costi e benefici
8. una relazione selettiva.

## Misurazione
Il concetto di misurazione della sostenibilità indica le misurazioni utilizzate come base quantitativa per la gestione consapevole della sostenibilità. I parametri di misurazione della sostenibilità (intesa negli ambiti dell'ambiente, del sociale e dell'economia, presi sia singolarmente sia variamente combinati) sono in fase di evoluzione: includono indicatori, standard di riferimento, controlli, standard e certificazioni di sostenibilità come Fairtrade (marchio di certificazione internazionale di commercio equo e solidale) e la Certificazione da agricoltura biologica, indici e contabilità, nonché valutazioni, stime e altri sistemi di monitoraggio. Ognuno di essi è applicato a una vasta gamma di scale di misurazione a livello spaziale e temporale.
Alcuni tra i più conosciuti parametri per la misurazione della sostenibilità includono i report di sostenibilità aziendali, la Triple Bottom Line, la World Sustainability Society, i Circles of Sustainability e le stime della qualità delle politiche per la sostenibilità dei singoli Paesi effettuate con l'Indice di sostenibilità ambientale.

### Popolazione
Secondo lo studio più recente del Prospetto ufficiale della Popolazione mondiale dell'ONU (luglio 2015), si prevede che la popolazione mondiale raggiungerà gli 8,5 miliardi entro il 2030, dagli attuali 7,3 miliardi (luglio 2015), supererà i 9 miliardi entro il 2050 e raggiungerà gli 11,2 miliardi entro il 2100. L'incremento demografico si avrà per la maggior parte nei paesi in via di sviluppo, la cui popolazione si prevede aumenterà dai 5,6 miliardi del 2009 ai 7,9 miliardi nel 2050; sarà distribuito tra la popolazione di età compresa tra i 15 e i 59 anni (1,2 miliardi) e uguale o superiore ai 60 (1,1 miliardi), poiché si prevede un decremento del numero di bambini sotto i 15 anni nei paesi in via di sviluppo. Mentre, la popolazione dei paesi più sviluppati, andrà incontro solo a un leggero aumento da 1,23 a 1,28 miliardi: sarebbe stata destinata a diminuire a 1,15 miliardi se non fosse per l'immigrazione netta dai paesi in via di sviluppo che raggiungerà in media i 2,4 milioni di persone all'anno dal 2009 al 2050. Le stime a lungo termine del 2004 parlano di un picco intorno al 2070, tra i 9 e i 10 miliardi di persone, e di una successiva lenta diminuzione a 8,4 miliardi entro il 2100.

Economie emergenti, come Cina e India, e il mondo non industrializzato in generale, aspirano agli standard di vita dell'Occidente. La combinazione della crescita demografica nei paesi in via di sviluppo e dei livelli di sfruttamento non sostenibile nei paesi sviluppati costituisce una grande sfida per la sostenibilità.

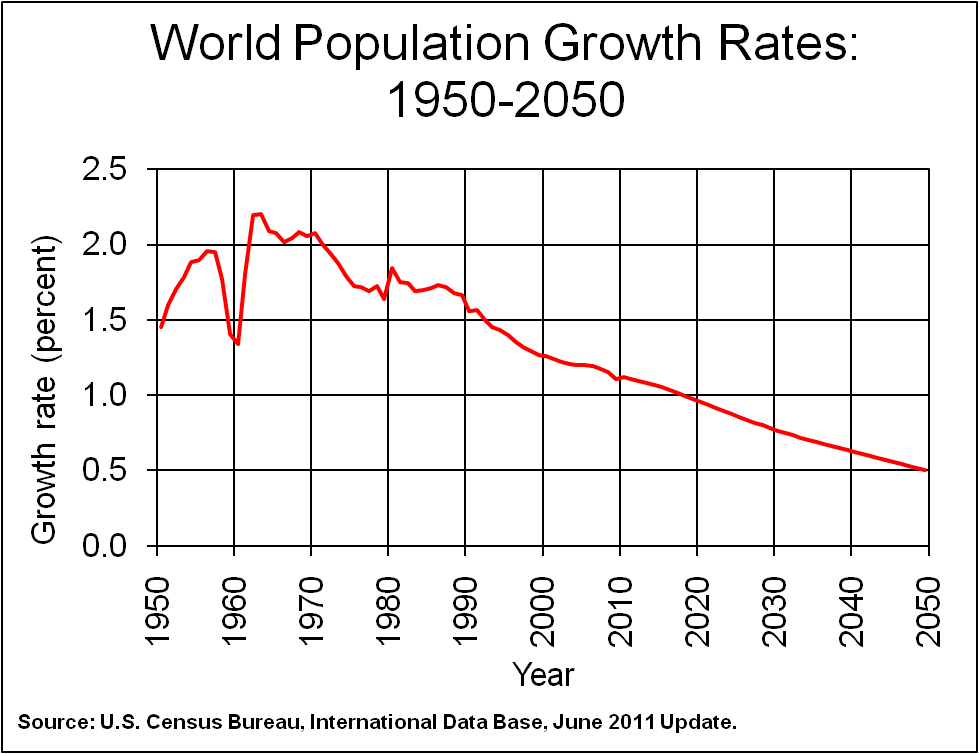
Tasso di crescita della popolazione mondiale negli anni 1950-2050, secondo le stime del U.S. Census Bureau (2011), Database internazionale

### Capacità portante
A livello globale, i dati scientifici indicano che gli esseri umani stanno vivendo oltre la soglia della capacità portante del pianeta Terra: ciò non può continuare in maniera indefinita. Questa evidenza scientifica proviene da più fonti ma è presentata dettagliatamente nella Valutazione degli ecosistemi del millennio e nello schema dei confini planetari. Un primo esame dettagliato dei limiti globali fu pubblicato nel 1972 nel libro Limits to Growth. I limiti dello sviluppo che ha stimolato successive osservazioni e analisi. Un esame compiuto da 22 ricercatori a livello internazionale e pubblicato nel 2012 su Nature esprimeva la preoccupazione che la Terra potesse essere in procinto di “avvicinarsi a un punto critico” a livello della biosfera.
L'impronta ecologica misura lo sfruttamento antropico in termini di area biologicamente produttiva necessaria per fornire le risorse e assorbire i rifiuti di un cittadino medio a livello globale. Nel 2008 ammontava a 2,7 ettari globali pro capite, il 30% in più della capacità biologica naturale di 2,1 ettari globali (ipotizzando l'assenza di fonti di sostentamento per altri organismi). Il deficit ecologico risultante deriva da fonti extra non sostenibili, ottenute in tre modi: incorporate nei beni e nei servizi del commercio mondiale; accumulatesi nel passato (p.es. i combustibili fossili); prese in prestito dal futuro sotto forma di uso non sostenibile di risorse come il sovrasfruttamento delle foreste e delle risorse ittiche.

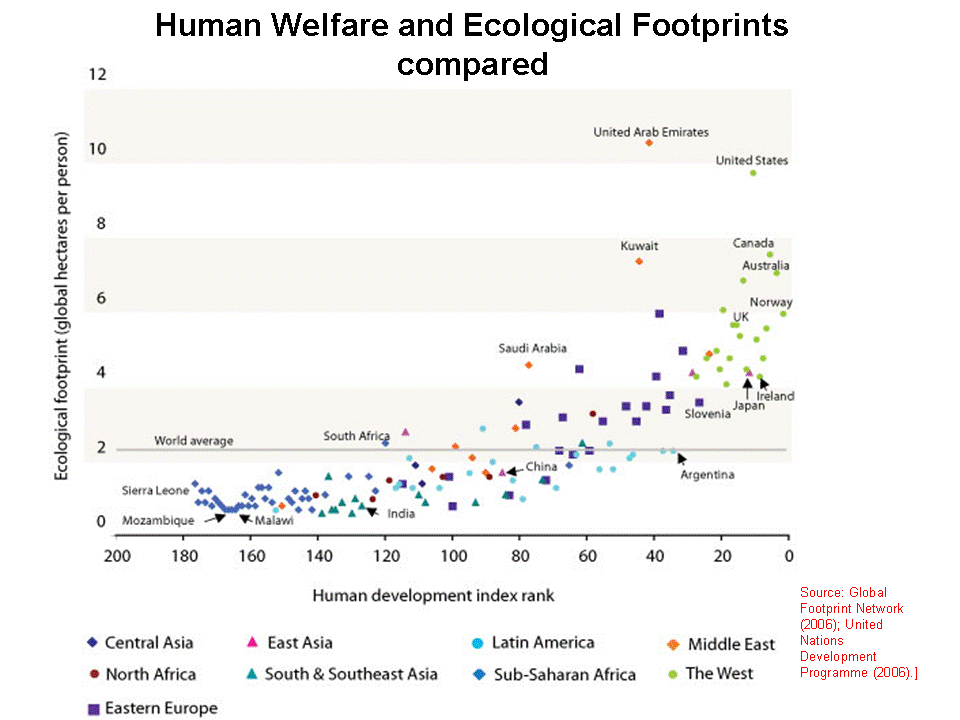
Impronta ecologica dei diversi Paesi confrontata con il loro Indice di sviluppo umano

La figura (a destra) esamina la sostenibilità su scala dei singoli Paesi confrontando la loro impronta ecologica e il loro Indice di sviluppo umano. Il grafico mostra ciò di cui i Paesi necessitano affinché i propri cittadini mantengano uno standard di vita accettabile e, allo stesso tempo, sia mantenuto un uso sostenibile delle risorse. La tendenza generale degli standard di vita più elevati è quella di diventare meno sostenibili. Come sempre, l'aumento demografico ha un'influenza marcata sui livelli di sfruttamento delle risorse e sull'efficienza del loro uso. L'obiettivo della sostenibilità è di aumentare a livello mondiale lo standard di vita senza aumentare l'uso delle risorse oltre i livelli globalmente sostenibili; il che vuol dire, non superare il consumo di “un pianeta”. Le informazioni ricavate dai report a livello nazionale, regionale e cittadino confermano la tendenza a livello mondiale verso società sempre meno sostenibili col passare del tempo.
L'economista Nicholas Georgescu-Roegen, fra i precursori delle scienze economiche e fondatore del paradigma della economia ecologica, ha dichiarato che la capacità portante della Terra – la capacità del pianeta di sostenere la popolazione umana e i livelli di consumo – è destinata a diminuire nel futuro poiché la limitata riserva di risorse minerarie oggigiorno è in corso di sfruttamento. Herman Daly, economista ecologico di spicco e teorico dello stato stazionario, già allievo di Georgescu-Roegen, ha proposto la stessa teoria.
Su scala aziendale, la capacità portante gioca un ruolo fondamentale nel rendere possibile la misurazione e il resoconto della performance di sostenibilità delle singole organizzazioni. Ciò è ancor più chiaramente dimostrato attraverso l'uso di strumenti, metodi e parametri di misurazione della Context-Based Sustainability - CBS, tra cui il MultiCapital Scorecard, in via di sviluppo dal 2005. Contrariamente a molti altri approcci tradizionali per misurare la performance di sostenibilità delle organizzazioni – che, nella forma, tendono a essere più incrementali – la CBS è esplicitamente legata ai limiti e alle soglie sociali, ambientali ed economiche a livello mondiale. Così, piuttosto che misurare e riportare semplicemente i cambiamenti in termini relativi da un lasso di tempo all'altro, la CBS rende possibile la comparazione dell'impatto delle organizzazioni su norme, standard e soglie specifiche delle organizzazioni stesse per capire come gli impatti dovrebbero essere, affinché risultino empiricamente sostenibili (che, cioè, se estesi a una popolazione più ampia, riuscirebbero a garantire un valore sufficiente di risorse vitali per il benessere dell'uomo e degli altri esseri viventi).

### L'impatto antropico globale sulla biodiversità
Il flusso di energia e il ciclo biogeochimico pongono un limite massimo sul numero e sulla massa degli organismi viventi presenti in ogni ecosistema. Gli effetti negativi dell'uomo sul pianeta vengono comprovati da alterazioni deleterie che avvengono all'interno di cicli biogeochimici di sostanze chimiche essenziali per la vita; in particolar modo quelle dell'acqua, dell'ossigeno, del carbonio, dell'azoto e del fosforo.
La Valutazione dell'Ecosistema del Millennio è un rapporto di sintesi a livello mondiale, che ha comportato il lavoro di oltre 1.000 biologi eminenti di tutto il mondo, che analizza lo stato attuale degli ecosistemi della Terra e ne fornisce sintesi e linee guida rivolte agli organi decisionali. Secondo il suddetto rapporto l'attività umana sta avendo un impatto notevole e crescente sulla biodiversità degli ecosistemi del pianeta, riducendone sia la resilienza ambientale sia la biocapacità. Il rapporto fa riferimento ai sistemi naturali intesi come “sistemi di supporto vitale” dell'umanità, fornendone i “servizi ecosistemici” necessari. La valutazione ha preso in esame 24 "servizi ecosistemici" giungendo alla conclusione che solo quattro hanno mostrato un miglioramento nel corso dell'ultimo cinquantennio, 15 risultano in grave declino, mentre 5 si trovano in condizioni precarie.

## Obiettivi di sviluppo sostenibile
Gli obiettivi di sviluppo sostenibile (OSS) definiscono il quadro attuale dei 17 obiettivi stabiliti per lo sviluppo internazionale futuro.
L'Agenda 2030 per lo Sviluppo Sostenibile adottata il 25 settembre 2015 è suddivisa in 91 paragrafi preceduti da un preambolo, tra cui il paragrafo più importante (59) che mette in evidenza i 17 obiettivi per lo Sviluppo Sostenibile e i 169 target. L'Agenda comprende i seguenti obiettivi:
- Povertà: porre fine alla povertà a livello globale[90]
- Cibo: azzerare la fame, garantire una “sicurezza alimentare” e una corretta alimentazione e promuovere un'agricoltura sostenibile[91]
- Salute: promuovere il benessere e assicurare una vita sana per tutti a tutte le età[92]
- Educazione: garantire un'educazione di qualità che sia inclusiva e paritaria e promuovere opportunità di istruzione permanente per tutti[93]
- Donne: assicurare l'uguaglianza di genere e l'empowerment femminile[94]
- Acqua: garantire a tutti la disponibilità e la gestione sostenibile dell'acqua e dei servizi igienici[95]
- Energia: garantire a tutti l'accesso a un'energia che sia economica, affidabile, sostenibile e moderna[96]
- Economia: favorire la crescita economica duratura, inclusiva e sostenibile, la piena e produttiva occupazione e un lavoro dignitoso per tutti[97]
- Infrastrutture: costruire infrastrutture resistenti, promuovere un'industrializzazione inclusiva e sostenibile e favorire l'innovazione[98]
- Disuguaglianza: ridurre la disuguaglianza tra i Paesi[99]
- Abitazione: costruire città e insediamenti umani inclusivi, sicuri, resistenti e sostenibili[100]
- Consumo: garantire modelli di produzione e di consumo sostenibile[101]
- Clima: adottare misure urgenti per contrastare il cambiamento climatico e i suoi impatti, assicurando che vengano messe in atto le strategie di mitigazione e adattamento[102]
- Ecosistemi-marini: preservare e utilizzare in modo sostenibile gli oceani, i mari e le risorse marine per uno sviluppo sostenibile[103]
- Ecosistemi: proteggere, rilanciare e promuovere l'uso sostenibile degli ecosistemi terrestri, la gestione sostenibile delle foreste, contrastare la desertificazione, arrestare e invertire il degrado del suolo e arrestare la perdita di biodiversità[104]
- Istituzioni: promuovere società inclusive e pacifiche per lo sviluppo sostenibile, garantire a tutti il diritto a un equo processo e realizzare istituzioni inclusive, responsabili ed efficaci che operino a tutti i livelli[105]
- Sostenibilità: potenziare gli strumenti di attuazione e rinnovare il partenariato mondiale per lo sviluppo sostenibile[106]

Nell'agosto 2015 sono stati presentati 169 target per tali obiettivi e 304 indicatori proposti per dimostrarne l'osservanza.
Gli Obiettivi di Sviluppo Sostenibile (OSS) sostituiscono gli otto Obiettivi di Sviluppo del Millennio (OSM), validi fino alla fine del 2015. Gli Obiettivi di Sviluppo del Millennio vennero stabiliti nel 2000 a seguito del Millennium Summit delle Nazioni Unite. Questi obiettivi adottati dai 189 stati membri dell'ONU e da più di venti organizzazioni internazionali vennero avanzati al fine di contribuire al raggiungimento dei seguenti standard di sviluppo sostenibile del 2015.
- Eliminare la fame e la povertà estrema
- Rendere universale l'educazione primaria
- Promuovere l'uguaglianza di genere e l'empowerment femminile
- Ridurre il tasso di mortalità infantile
- Migliorare la salute materna
- Contrastare l'HIV/AIDS, la malaria e altre malattie
- Assicurare la sostenibilità ambientale (uno dei target di tale obiettivo focalizza l'attenzione sull'aumento dell'accessibilità sostenibile ad acqua potabile sicura e a strutture igienico-sanitarie di base)
- Sviluppare un partenariato a livello mondiale per lo sviluppo

Stando ai dati forniti alle Nazioni Unite dagli Stati membri, Cuba risulta l'unica nazione al mondo che è rientrata nella definizione del WWF di sviluppo sostenibile, con un'impronta ecologica inferiore a 1,8 ettari pro capite, 1,5, e un Indice di Sviluppo Umano superiore a 0,8, 0,855.

## Dimensione ambientale
Un ecosistema sano fornisce beni e servizi essenziali per ogni essere vivente. Ci sono due modi principali per ridurre l'impatto umano negativo e incrementare i servizi dell'ecosistema, il primo dei quali riguarda la gestione ambientale. Quest'approccio diretto si basa principalmente sulle informazioni ottenute dalle scienze della Terra, dalle scienze ambientali e dalla biologia della conservazione. Tuttavia, si tratta di una gestione che arriva alla fine di una lunga serie di fattori causali indiretti introdotti dal consumo umano, per cui un secondo approccio si ha attraverso la gestione della domanda nell'ambito dell'uso delle risorse umane.
La gestione del consumo umano delle risorse è un approccio indiretto basato fondamentalmente sulle informazioni ottenute dalle scienze economiche. Herman Daly ha proposto tre criteri generali per la sostenibilità ecologica: le risorse rinnovabili dovrebbero fornire un rendimento sostenibile (il tasso di raccolta non dovrebbe superare il tasso di rigenerazione); si dovrebbe avere uno sviluppo equivalente di riserve rinnovabili per le risorse non rinnovabili; la produzione di rifiuti non dovrebbe superare la capacità assimilativa dell'ambiente.

### Gestione ambientale
Su scala globale e nel suo senso più ampio la gestione ambientale riguarda gli oceani, i sistemi di acque dolci, la terra e l'atmosfera, ma seguendo il principio della scalarità nella sostenibilità essa si può applicare allo stesso modo a ogni ecosistema, dalla foresta pluviale tropicale al giardino di casa.

#### Atmosfera
In un'assemblea del Copenaghen Climate Council nel marzo del 2009, 2.500 esperti del clima provenienti da 80 Paesi rilasciarono un discorso di apertura in cui affermavano che ora “non ci sono più scuse” per non agire in merito al riscaldamento globale e che senza una forte riduzione delle emissioni di carbonio, ci sarebbero potuti essere cambiamenti climatici “improvvisi e repentini” che sarebbero stati "molto difficili da gestire da parte delle moderne società”. La gestione dell'atmosfera globale implica stime di tutti gli aspetti del ciclo del carbonio al fine di individuare opportunità per affrontare il cambiamento climatico causato dall'uomo e ciò è diventato uno dei campi principali della ricerca scientifica a causa dei potenziali effetti catastrofici sulla biodiversità e sulle comunità umane (consultare la voce Energia).
Ulteriori impatti antropici sull'atmosfera comprendono l'inquinamento dell'aria nelle città, gli inquinanti, tra cui sostanze chimiche tossiche come ossido di azoto, anidride solforosa, composti organici volatili e polveri sottili che producono smog fotochimico e pioggia acida, e i clorofluorocarburi che portano al deterioramento dell'ozonosfera. Particelle antropogeniche come l'aerosol di solfato nell'atmosfera riduce l'irradiazione diretta e la riflettanza (albedo) della superficie terrestre. Nota come oscuramento globale, si stima che la riduzione sia stata del 4% tra il 1960 e il 1990 anche se successivamente l'andamento si è invertito. L'oscuramento globale potrebbe aver turbato il ciclo globale dell'acqua diminuendo l'evaporazione e le precipitazioni in alcune aree. Ha generato anche un effetto di raffreddamento e ciò potrebbe aver camuffato parzialmente l'effetto dei gas serra sul riscaldamento globale.

#### Acqua dolce e oceani

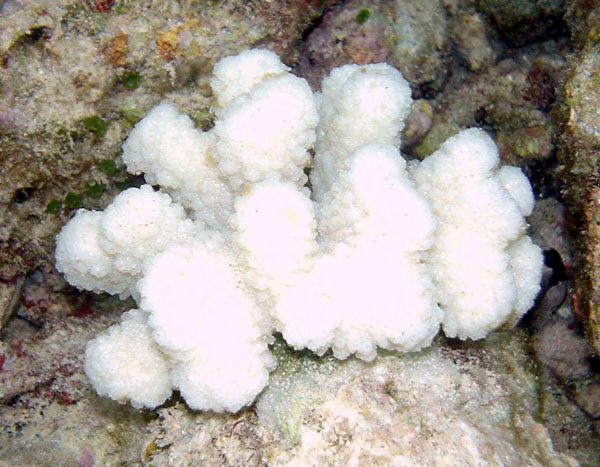
I cambiamenti delle condizioni ambientali hanno causato lo sbiancamento dei coralli e un danno alla biodiversità dei fragili ecosistemi marini

L'acqua ricopre il 71% della superficie terrestre. Di questa percentuale, il 97,5% è costituito dall'acqua salata degli oceani, mentre solo il 2,5% è costituito da acqua dolce, la maggior parte della quale è intrappolata nella calotta polare antartica. La restante acqua dolce si trova nei ghiacciai, nei laghi, nei fiumi, nelle zone umide, nel suolo, nelle falde acquifere e nell'atmosfera. Grazie al ciclo dell'acqua, le riserve d'acqua dolce vengono continuamente rifornite dalle precipitazioni, ma ve n'è ancora una quantità limitata che necessita della gestione di questa risorsa. La consapevolezza dell'importanza globale di preservare l'acqua per i servizi ecosistemici si è sviluppata solo recentemente poiché, nel corso del XX secolo, più della metà delle zone umide del pianeta sono andate perse assieme ai loro preziosi contributi ambientali. La crescente urbanizzazione inquina le riserve di acqua potabile e la maggior parte del mondo ancora non ha accesso a esse. Una maggiore enfasi si sta ora ponendo sul miglioramento della gestione dell'acqua blu (raccoglibile) e del verde (umidità del suolo disponibile per l'uso agricolo), e ciò è applicabile a tutti i livelli di gestione delle risorse idriche.
I modelli di circolazione oceanica hanno una forte influenza sul clima e sul tempo atmosferico e, di conseguenza, sulle riserve alimentari sia degli esseri umani sia degli altri organismi. Gli scienziati hanno informato della possibilità di un'improvvisa variazione nei modelli di circolazione delle correnti oceaniche, dovuta al cambio climatico, che potrebbe alterare drasticamente il clima in alcune regioni del pianeta. Il 10% della popolazione mondiale (circa 600 milioni di persone) vive in zone depresse soggette all'innalzamento del livello del mare.

#### Destinazione d'uso del suolo

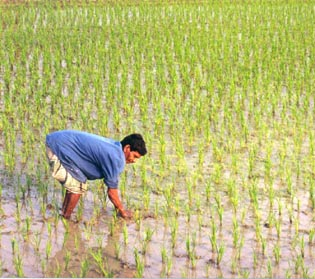
Una risaia in Bangladesh. Riso, grano, mais e patate costituiscono più della metà dell'approvvigionamento alimentare mondiale.

La perdita di biodiversità deriva principalmente dalla perdita di habitat e dalla frammentazione prodotta dall'appropriazione del suolo da parte dell'uomo per lo sviluppo urbano, la silvicoltura e l'agricoltura dato che il capitale naturale viene convertito progressivamente in capitale artificiale. Il cambio di destinazione d'uso è fondamentale per le attività della biosfera poiché le alterazioni nelle relative porzioni di terreno destinate all'urbanizzazione, all'agricoltura, alle foreste, ai boschi, alle praterie e ai pascoli hanno un effetto marcato sul ciclo globale dell'acqua, del carbonio e su quello biogeochimico dell'azoto e ciò può incidere negativamente sia sul sistema naturale sia su quello artificiale. Su scala umana locale, grandi vantaggi per la sostenibilità si ricavano da parchi e giardini sostenibili e da città verdi.
A partire dalla rivoluzione neolitica, circa il 47% del patrimonio forestale mondiale è andato perduto a causa dell'intervento umano. Il patrimonio forestale attuale occupa circa un quarto del suolo globale privo di ghiaccio e circa la metà è presente ai tropici. Nelle zone temperata e boreale (tranne che in Siberia) la superficie forestale sta gradualmente aumentando, ma la deforestazione ai tropici desta grande preoccupazione.
Il cibo è essenziale per vivere. Sfamare più di sette miliardi di persone impone un pesante tributo alle risorse della Terra. Ciò parte dall'appropriazione di circa il 38% della superficie terrestre e di circa il 20% della sua produzione primaria netta. In aggiunta vi sono attività dell'industria agroalimentare che richiedono molte risorse – dalle coltivazioni che necessitano di acqua di irrigazione, fertilizzanti sintetici e pesticidi ai costi delle risorse impiegate per l'imballaggio alimentare, il trasporto (oggi parte importante del commercio mondiale) e la vendita al dettaglio. I problemi ambientali associati all'agricoltura intensiva e al settore agroalimentare sono ora affrontati tramite manovre come l'agricoltura sostenibile, l'agricoltura biologica e pratiche commerciali più sostenibili.

### Gestione del consumo umano
Alla base degli effetti diretti dell'uomo sull'ambiente c'è il consumo. Tale impatto si riduce non solo consumando di meno ma anche rendendo più sostenibile l'intero ciclo di produzione, utilizzo e smaltimento. Il consumo di beni e servizi può essere analizzato e gestito a tutti i livelli attraverso la catena di consumo, a partire dagli effetti degli stili di vita individuali e dei modelli di spesa fino alle richieste di risorse di beni e servizi specifici, gli impatti dei settori economici, passando dalle economie nazionali all'economia mondiale. L'analisi dei modelli di consumo mette in relazione l'utilizzo delle risorse con l'impatto ambientale, sociale ed economico nel contesto preso in esame. Le idee dell'utilizzo delle risorse immagazzinate (le risorse totali necessarie a creare un prodotto o un servizio), dell'intensità delle risorse e della produttività delle risorse sono strumenti importanti per capire gli effetti relativi al consumo. Le categorie delle risorse chiave collegate ai bisogni umani sono il cibo, l'energia, i materiali e l'acqua.
Nel 2010, l'International Resource Panel, ospitato dal Programma delle Nazioni Unite per l'ambiente (UNEP), pubblicò la prima valutazione scientifica globale sugli effetti relativi al consumo e alla produzione e identificò interventi prioritari per Paesi sviluppati e in via di sviluppo. Lo studio dimostrò che gli effetti più critici sono legati alle condizioni dell'ecosistema, alla salute umana e all'esaurimento delle risorse. Dal punto di vista della produzione, si è constatato che i processi di combustione dei combustibili fossili, l'agricoltura e l'industria ittica hanno gli effetti più rilevanti. Contemporaneamente, dal punto di vista del consumo finale, si è constatato che il consumo domestico legato alla mobilità, al ricovero, al cibo e ai prodotti che consumano energia causano la maggior parte del ciclo di vita del consumo.

#### Energia
L'energia solare, immagazzinata dalle piante (produttori primari) durante la fotosintesi, passa mediante la catena alimentare agli altri organismi, per dare infine energia a tutti i processi viventi. Dalla rivoluzione industriale l'energia concentrata del Sole immagazzinata nelle piante fossili come combustibili fossili è stato uno degli elementi più importanti della tecnologia che, a sua volta, è stata la fonte sia del potere economico sia di quello politico. Nel 2007 gli scienziati del clima del gruppo intergovernativo sul cambiamento climatico (IPCC) decretarono che c'era almeno il 90% di probabilità che l'aumento di CO₂ nell'atmosfera fosse stato causato dall'uomo, soprattutto come conseguenza delle emissioni di combustibili fossili e, in misura minore, dai cambiamenti nell'uso del suolo. Per stabilizzare il clima mondiale verrà richiesto ai Paesi ad alto reddito di ridurre le loro emissioni del 60-90% rispetto ai livelli del 2006 entro il 2050 mantenendo i livelli di CO₂ a 450-650 ppm rispetto ai livelli attuali di circa 380 ppm. Superato questo livello, le temperature potrebbero aumentare di oltre 2 °C fino a produrre un cambio climatico “catastrofico”. La riduzione degli attuali livelli di CO₂ deve essere raggiunto in rapporto a un contesto di crescita della popolazione globale e dei Paesi in via di sviluppo che aspirano allo stile di vita occidentale del consumo elevato ad alta intensità energetica.
La riduzione delle emissioni dei gas serra viene affrontata a tutti i livelli, che vanno dalla tracciabilità del passaggio del carbonio attraverso il suo ciclo alla commercializzazione di energia rinnovabile, sviluppando tecnologie e sistemi di trasporto che richiedono meno consumo di carbonio e tentativi da parte degli individui di condurre uno stile di vita a emissione zero monitorando l'impiego di combustibili fossili presente in tutti i beni e servizi di cui essi fanno uso. L'ingegneria delle tecnologie emergenti come il carburante a emissione zero e i sistemi di accumulo di energia come la potenza a gas, lo stoccaggio di energia ad aria compressa e le centrali con impianti ad accumulazione sono necessarie per l'immagazzinamento di energia da fonti di energia rinnovabile transitorie che includono le rinnovabili emergenti come le turbine eoliche volanti.

#### Acqua
La sicurezza idrica e la sicurezza alimentare sono inestricabilmente collegate. Nel decennio 1951-60 i prelievi di acqua da parte dell'uomo erano quattro volte maggiori rispetto al decennio precedente. Questo rapido aumento è derivato dall'impatto degli sviluppi scientifici e tecnologici sull'economia – specialmente l'aumento dei terreni irrigui, la crescita nel settore industriale ed energetico e la costruzione intensiva di dighe in tutti i continenti. Ciò ha alterato il ciclo dell'acqua dei fiumi e dei laghi, ha colpito la stessa qualità dell'acqua e ha avuto un impatto significativo sul ciclo idrico globale. Attualmente il consumo umano di acqua è insostenibile per il 35%, attingendo a falde acquifere in diminuzione e riducendo la corrente dei principali fiumi: questa percentuale rischia di aumentare se gli effetti del cambio climatico si dovessero aggravare, la popolazione crescesse, le falde acquifere dovessero progressivamente esaurirsi e le provviste diventassero inquinate e insalubri. Dal 1961 al 2001 la richiesta d'acqua si è raddoppiata – per uso agricolo è aumentata del 75%, per uso industriale più del 200% e per uso domestico più del 400%. Negli anni '90 è stato stimato che l'uomo stesse usando il 40-50% dell'acqua dolce disponibile a livello globale nel rapporto approssimativo del 70% per l'agricoltura, del 22% per l'industria e dell'8% per usi domestici con un utilizzo globale progressivamente crescente.
L'efficienza idrica sta migliorando su scala mondiale per una maggiore gestione della domanda, per il miglioramento delle infrastrutture, per il miglioramento della produttività dell'acqua per l'agricoltura, riducendo al minimo l'intensità dell'acqua (acqua immagazzinata) dei beni e dei servizi, affrontando le carenze nel mondo non industrializzato, concentrando la produzione di cibo nelle aree ad alta produttività e pianificando il cambio climatico, come attraverso la progettazione flessibile del sistema. Un orientamento promettente verso uno sviluppo sostenibile consiste nel progettare sistemi che devono essere flessibili e reversibili. Al livello locale, la gente sta diventando più autosufficiente raccogliendo l'acqua piovana e riducendo l'utilizzo dell'acqua di rete.

#### Cibo
L'American Public Health Association (APHA) definisce un “sistema alimentare sostenibile” come “un sistema che fornisce cibo sano per andare incontro alle esigenze alimentari attuali sostenendo ecosistemi sani che possano anche fornire cibo alle generazioni future con un impatto negativo minimo sull'ambiente. Un sistema alimentare sostenibile incoraggia anche la produzione locale e le infrastrutture di distribuzione e fa sì che vi sia cibo a sufficienza disponibile e accessibile a tutti. Inoltre, è umano e giusto proteggere gli agricoltori e gli altri lavoratori, i consumatori e le comunità". Le preoccupazioni circa gli impatti ambientali del settore agroalimentare e il forte contrasto tra i problemi di obesità del mondo occidentale e la povertà e l'insicurezza alimentare dei Paesi in via di sviluppo hanno generato un forte movimento verso un'alimentazione sana e sostenibile come una componente importante del consumo critico complessivo. Gli effetti ambientali di diversi modelli alimentari dipendono da molti fattori, compresa la percentuale di alimenti animali e vegetali consumati e il metodo della produzione del cibo. L'Organizzazione mondiale della sanità ha pubblicato il rapporto Global Strategy on Diet, Physical Activity and Health che è stato promosso dall'Assemblea mondiale della sanità del maggio del 2004. Si consiglia la dieta mediterranea che è associata alla salute e alla longevità ed è povera di carne, ricca di frutta e verdura, a basso contenuto di zuccheri aggiunti e con una limitata presenza di sale, e povera di acidi grassi saturi; la fonte tradizionale di grasso nel Mediterraneo è l'olio di oliva, ricco di acidi grassi monoinsaturi. Anche la sana dieta giapponese a base di riso è ricca di carboidrati e povera di grassi. Entrambe le diete sono povere di carne e di grassi saturi e ricche di legumi e altre verdure; esse sono associate con una bassa incidenza di malattie e un basso impatto ambientale.
Al livello globale l'impatto ambientale del settore agroalimentare si sta affrontando con l'agricoltura sostenibile e l'agricoltura biologica. A livello globale ci sono vari movimenti orientati verso la produzione locale alimentare, un uso più produttive di terre urbane incolte e dei giardini domestici che comprendono la permacultura, l'orticoltura urbana, il cibo locale, lo Slow Food, il giardinaggio sostenibile e il giardinaggio biologico.
Il pesce sostenibile è un pesce che viene pescato o che deriva da fonti di allevamento che possono sostenere o aumentare la produzione in futuro senza mettere a rischio gli ecosistemi da cui viene acquisito. Il movimento del pesce sostenibile ha acquisito slancio quando più persone sono diventate consapevoli sia della sovrapesca sia dei metodi di pesca distruttivi a livello ambientale.

#### Materiali, sostanze tossiche e rifiuti

Diagramma che mostra le possibili opzioni per la gestione dei rifiuti. Quelle considerate prioritarie compaiono in alto nello schema

Poiché la popolazione mondiale e il benessere sono aumentati, allo stesso modo l'utilizzo di diversi materiali è aumentato in volume, diversità e distanza di trasporto. Incluso le materie prime, minerali, sostanze chimiche sintetiche (comprese le sostanze nocive), prodotti manifatturieri, cibo, organismi viventi e rifiuti. Entro il 2050, l'umanità potrebbe arrivare a consumare circa 140 miliardi di tonnellate di minerali, combustibili fossili e biomasse all'anno (tre volte superiore il suo attuale valore) a meno che il tasso di crescita economica venga dissociato dal tasso di consumo delle risorse naturali. I cittadini dei Paesi sviluppati consumano all'incirca 16 tonnellate di quelle quattro risorse chiave pro capite, che variano da 40 o più tonnellate a testa in alcuni Paesi sviluppati con livelli di consumo di risorse ben oltre ciò che è verosimilmente sostenibile.
L'utilizzo sostenibile di materiali ha individuato l'idea di dematerializzazione, trasformando il percorso lineare dei materiali (estrazione, uso e smaltimento in discarica) in un'economia circolare di flussi di materiali che riutilizzano materiali per quanto possibile, molto simile al ciclo e al riutilizzo dei rifiuti in natura. Questa strategia è supportata dalla gestione del prodotto e dal crescente utilizzo dell'analisi del flusso delle materie a ogni livello, soprattutto i singoli Stati e l'economia globale.
L'impiego di biomateriali sostenibili che derivano dalle fonti rinnovabili e che possono essere riciclate è preferibile rispetto all'utilizzo di quelle non rinnovabili dal punto di vista del ciclo di vita.
La produzione di sostanze chimiche sintetiche si è intensificata seguendo l'impulso ricevuto durante la Seconda Guerra Mondiale. La produzione di sostanze chimiche comprende tutto, dagli erbicidi, pesticidi e fertilizzanti a sostanze chimiche domestiche e sostanze nocive. Oltre all'accumulo delle emissioni di gas serra nell'atmosfera, le sostanze chimiche che destano particolare preoccupazione sono: i metalli pesanti, scorie radioattive, clorofluorocarburi, inquinanti organici persistenti e tutte le sostanze chimiche nocive atte al bioaccumulo. Sebbene la maggior parte delle sostanze chimiche sintetiche sono innocue occorrono test rigorosi di nuove sostanze chimiche, in tutti i Paesi, in caso di effetti indesiderati sull'ambiente e sulla salute. Il diritto internazionale è stato istituito per far fronte alla distribuzione globale e la gestione di sostanze pericolose. Gli effetti di alcuni agenti chimici necessitano di misure a lungo termine e di molte battaglie legali per rendersi conto che sono pericolose per la salute dell'uomo. La classificazione degli agenti cancerogeni è gestita dalla International Agency for Research on Cancer.
Ogni attività economica produce sostanze che possono essere classificate come rifiuti. Al fine di ridurre i rifiuti, le industrie, le imprese e i governi oggi stanno imitando la natura trasformando i rifiuti prodotti dal metabolismo industriale in risorse. La dematerializzazione viene incoraggiata grazie alle idee dell'ecologia industriale, del design ecologico e del marchio ecologico. Oltre al ben noto “ riduci, riutilizza e ricicla” , i consumatori stanno ricorrendo al loro potere d'acquisto per consumo critico.
L'Unione Europea dovrebbe presentare entro la fine del 2015 un ambizioso pacchetto sull'economia circolare che dovrebbe comprendere concrete proposte legislative sulla gestione dei rifiuti, design ecologico e limiti per le discariche.

## Dimensione economica

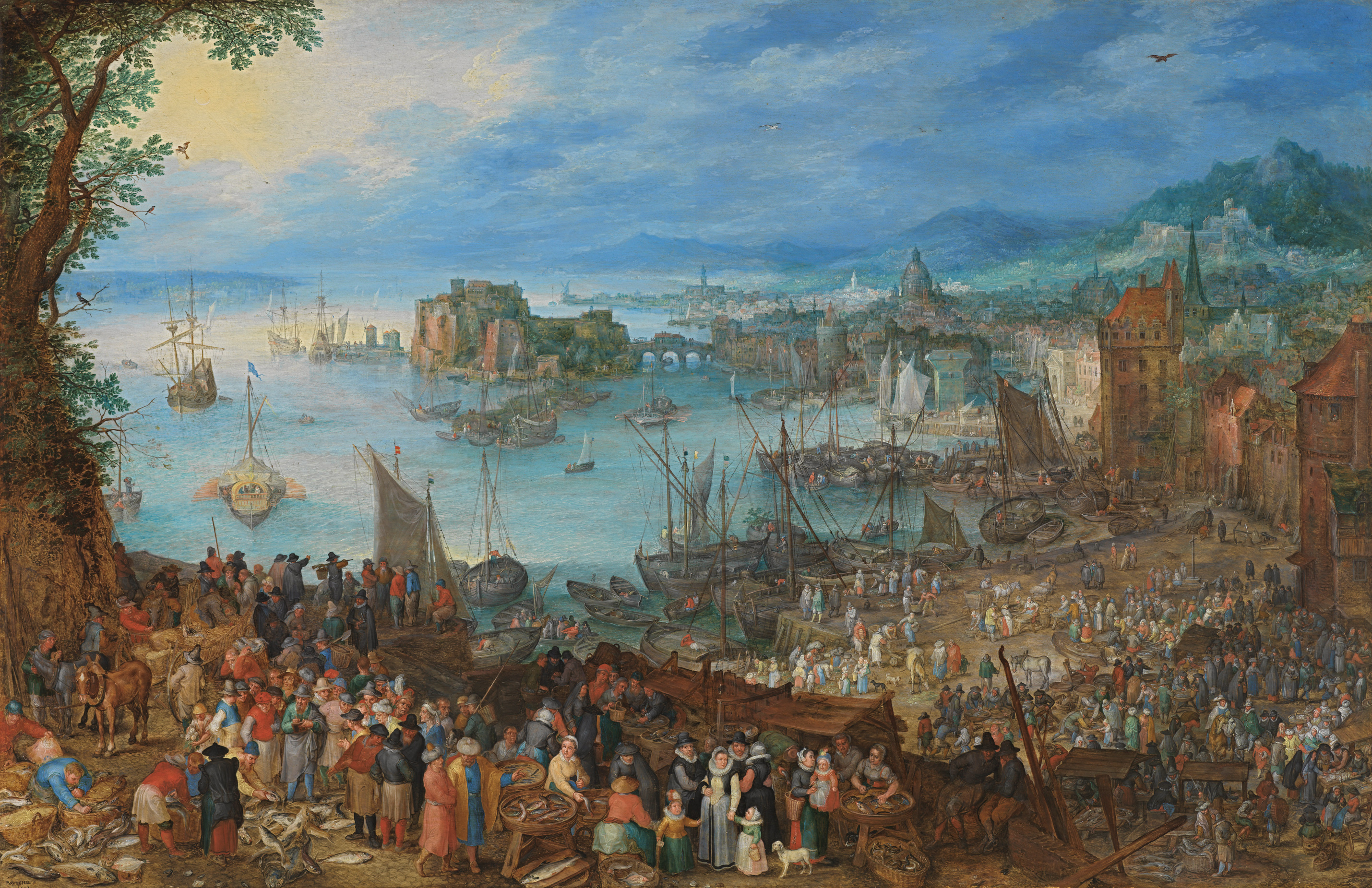
Jan Brueghel il Vecchio - Il Grande Mercato del Pesce

Da un certo punto di vista, la sostenibilità "riguarda la definizione di un insieme di misure che devono essere adottate dai contemporanei che non intaccheranno la possibilità dei posteri di godere dei livelli di consumo, 
agiatezza, utilità o benessere comparabili a quelli dei contemporanei". La sostenibilità è connessa all'economia per via delle sue conseguenze economiche e sociali. Questa rappresenta un'ampia interpretazione dell'economia ecologica in cui le variabili e le problematiche ambientali ed ecologiche sono fondamentali e parte di una prospettiva multidimensionale. Gli aspetti sociali, culturali, sanitari e monetario-finanziari devono essere integrati nell'analisi". 
Tuttavia, il concetto di sostenibilità è molto più ampio di quelli di rendimento sostenibile di benessere, risorse, o margini di profitto. Attualmente, il consumo pro capite medio della popolazione dei paesi in via di sviluppo è sostenibile ma il numero di abitanti è in crescita e i cittadini aspirano al raggiungimento degli stili di vita occidentali caratterizzati da un consumo elevato. Nei paesi sviluppati l'incremento demografico è lieve ma i livelli di consumo sono insostenibili. L'obbiettivo della sostenibilità è contenere e gestire il consumo occidentale e allo stesso tempo aumentare lo standard di vita dei paesi in via di sviluppo senza aumentare uso delle risorse e l'impatto ambientale. Ciò deve avvenire usando strategie e tecnologie che rompano il legame tra crescita economica, da una parte, e degrado ambientale e sfruttamento eccessivo delle risorse dall'altra.
Una recente relazione dell'UNEP propone una definizione di green economy come qualcosa che "accresce il benessere umano e l'equità sociale, riducendo significativamente i rischi ambientali e le scarsità ecologiche": questa "non favorisce una prospettiva politica rispetto a un'altra ma mira a minimizzare lo sfruttamento eccessivo di capitale naturale". Questa relazione contiene tre osservazioni principali:
"ecologizzare non genera solamente miglioramenti in termini di benessere, in particolare una crescita dei beni comuni ecologici o capitale naturale ma, nell'arco di 6 anni, produce anche un aumento del tasso di crescita del PIL", "una stretta correlazione tra eradicazione della povertà e una migliore gestione e conservazione dei beni comuni ecologici, derivante dal flusso dei benefici che derivano dal capitale naturale che raggiungono direttamente i poveri" e "nel processo di transizione verso la green economy, si creano nuove opportunità lavorative che nel tempo supereranno le perdite di lavori connessi alla "brown economy". Tuttavia, durante la transizione si verifica un periodo di tagli occupazionali che richiede un investimento in termini di riqualificazione e aggiornamento del personale.
Diversi settori chiave sono stati oggetto di analisi e riforme economiche: gli effetti ambientali della crescita economica senza limiti, le conseguenze dovute al trattamento della natura come una esternalità economica e la possibilità dell'esistenza di un'economia che prenda in maggiore considerazione le conseguenze sociali e ambientali del comportamento del mercato.

### Disaccoppiamento del degrado ambientale e della crescita economica
Dal punto di vista storico, esiste una stretta correlazione tra crescita economica e degrado ambientale ovvero con la crescita delle comunità, l'ambiente si deteriora. Questa tendenza è registrata nei grafici di percentuale della popolazione umana, crescita economica e indicatori ambientali. La crescita economica non sostenibile è stata duramente associata alla crescita maligna del cancro poiché distrugge i servizi ecosistemici della Terra che le sono di supporto vitale. Nonostante l'uso di una risorsa sia controllato, esiste la preoccupazione che l'attuale progresso globale segua le orme dei vecchi sviluppi che hanno fallito a causa del sovrasfruttamento delle loro risorse di base. Mentre l'economia convenzionale è largamente incentrata sulla crescita economica e sull'adeguata distribuzione delle risorse, l'economia ecologica ha come chiaro obiettivo un livello sostenibile piuttosto che una crescita continua, un'equa distribuzione e un'allocazione ottimale delle risorse. Il Consiglio Mondiale delle Imprese per lo Sviluppo Sostenibile sostiene che "l'economia non può avere successo in società che falliscono". 
Nel campo economico e ambientale, il termine disaccoppiamento (decoupling) è sempre più impiegato nell'ambito della produzione economica e della qualità ambientale. Se utilizzato in questo senso, si riferisce alla capacità di un'economia di crescere senza provocare aumenti nella pressione ambientale. L'economia ecologica include lo studio del metabolismo sociale, la capacità di produzione delle risorse che entrano ed escono dal sistema economico in relazione alla qualità ambientale. Un'economia in grado di sostenere la crescita del PIL senza provocare impatti negativi sull'ambiente si definisce disaccoppiata. Ma in che modo, se e in quale misura può essere realizzata è argomento di molte discussioni. Nel 2011, organizzato dal Programma delle Nazioni Unite per l'Ambiente (UNEP), ha fatto presente che entro il 2050 la razza umana potrebbe consumare 140 miliardi di tonnellate di minerali, minerali grezzi, combustibili fossili e biomasse all'anno, tre volte l'attuale tasso di consumo, a meno che le nazioni si impegnino seriamente nei tentativi di disaccoppiamento. Lo studio ha registrato che i cittadini dei paesi sviluppati consumano annualmente circa 16 tonnellate delle quattro risorse chiave a persona (aumentando fino a 40 tonnellate o più pro capite in alcuni paesi sviluppati). A confronto, attualmente in India una persona consuma 4 tonnellate all'anno. Gli studi sulla sostenibilità analizzano modi per ridurre l'intensità d'uso della risorsa, ovvero la misura utilizzata per stabilire la quantità delle risorse come acqua, energia o materiali necessari per la produzione, consumo e collocazione di un'unità del bene o servizio. Tuttavia, questa può essere realizzata attraverso il miglioramento della gestione economica, della progettazione del prodotto e di nuove tecnologie. 
Ci sono pareri divergenti riguardo alla possibilità che miglioramenti di efficienza tecnologica e innovazioni possano rendere possibile un disaccoppiamento totale della crescita economica dal degrado ambientale. Da un lato, è stato più volte ribadito dagli esperti che l'intensità d'uso della risorsa, come l'uso di energia e materiali per ogni unità del PIL, potrebbe, in linea di principio, essere ridotto di circa quattro o cinque volte. In tal modo, si renderebbe possibile la costante crescita economica senza incrementare l'esaurimento delle risorse associato all'inquinamento. D'altra parte, una dettagliata analisi storica dei miglioramenti di efficienza tecnologica ha evidenziato in modo decisivo che questi incrementi in termini di efficienza dell'uso dell'energia e materiali erano quasi sempre superati dalla crescita economica, soprattutto a causa dell'effetto rimbalzo Risparmio energetico o Paradosso di Jevons con un conseguente aumento netto dell'uso della risorsa associato all'inquinamento. Inoltre, esistono limiti termodinamici, come il secondo principio della termodinamica, e limiti pratici connessi a ogni tipo di miglioramento efficientistico. Ad esempio, ci sono delle condizioni materiali minime, precise e indispensabili per coltivare cibo, ed esistono limiti nella produzione di auto, case, mobili e altri prodotti più leggeri e sottili senza privarli delle loro funzioni necessarie. Dal momento in cui è teoricamente e praticamente impossibile aumentare all'infinito l'uso delle efficienze di una risorsa, allo stesso modo è impossibile che la crescita economica sia costante e infinita senza che contemporaneamente si verifichi un aumento dell'esaurimento della risorsa e inquinamento ambientale. Ad esempio, la crescita economica e l'esaurimento delle risorse può essere disaccoppiato in qualche modo solo per un breve periodo. Di conseguenza, la sostenibilità a lungo termine richiede una transizione verso l'economia di stato stazionario in cui il PIL totale rimane pressoché costante, proprio come è stato sostenuto per anni da Herman Daly e altri studiosi nella comunità dell'economia ecologica. 
È stato proposto un approccio di ripristino (restore approach), una soluzione diversa per disaccoppiare parzialmente la crescita economica dal degrado ambientale. Secondo questo approccio, il restore è il quarto elemento del comune motto ridurre, riutilizzare e riciclare. I partecipanti di queste iniziative vengono incoraggiati a contribuire in modo volontario alla tutela ambientale con una piccola parte dei risparmi ottenuti attraverso un parsimonioso uso delle risorse. Questi risparmi generalmente producono effetti rimbalzo ma, secondo un'analisi teoretica, la donazione di una piccola porzione dei risparmi potrebbe fare molto di più che eliminare gli effetti rimbalzo.

### La natura come esternalità economica

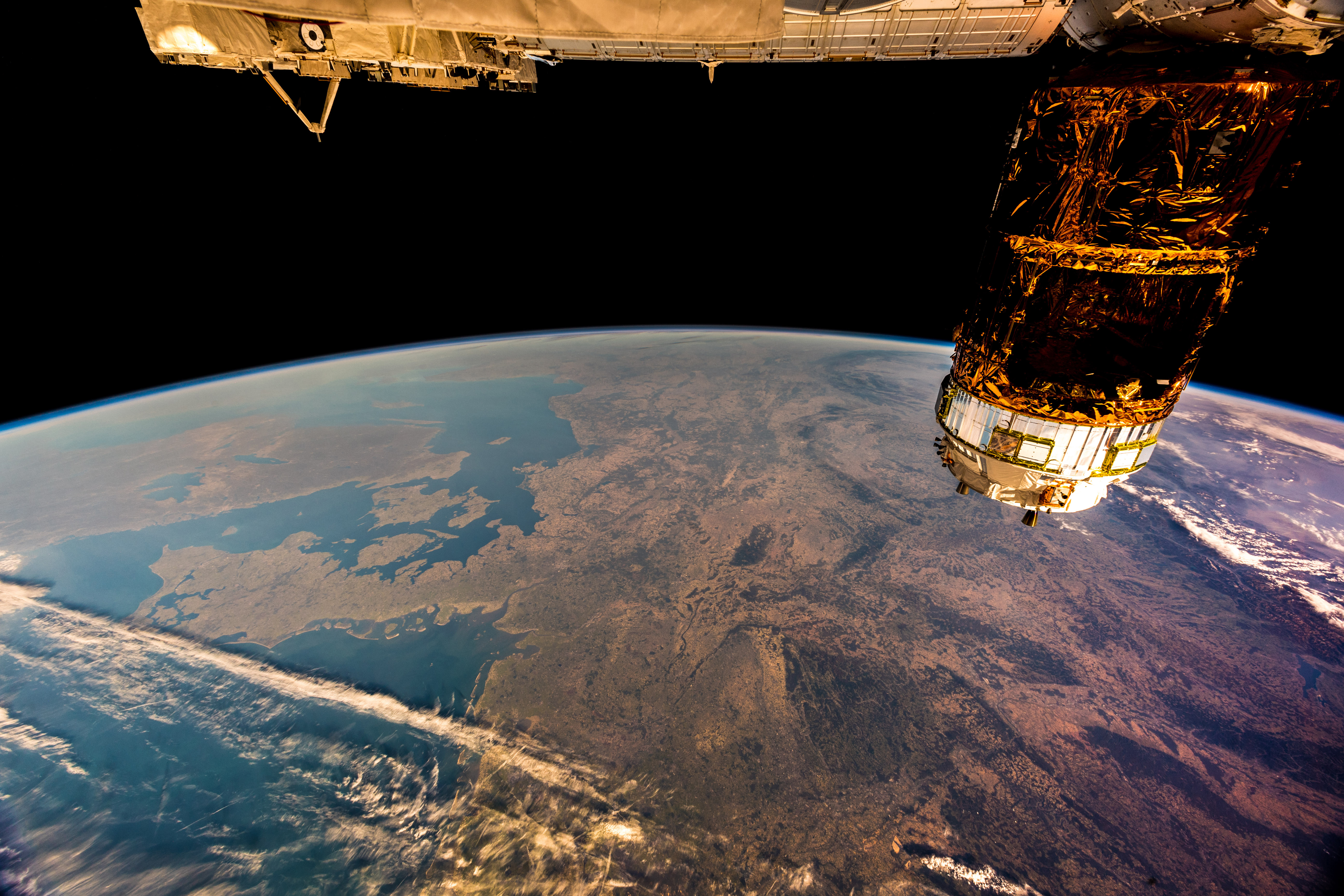
Diboscamento in Europa, 2020.

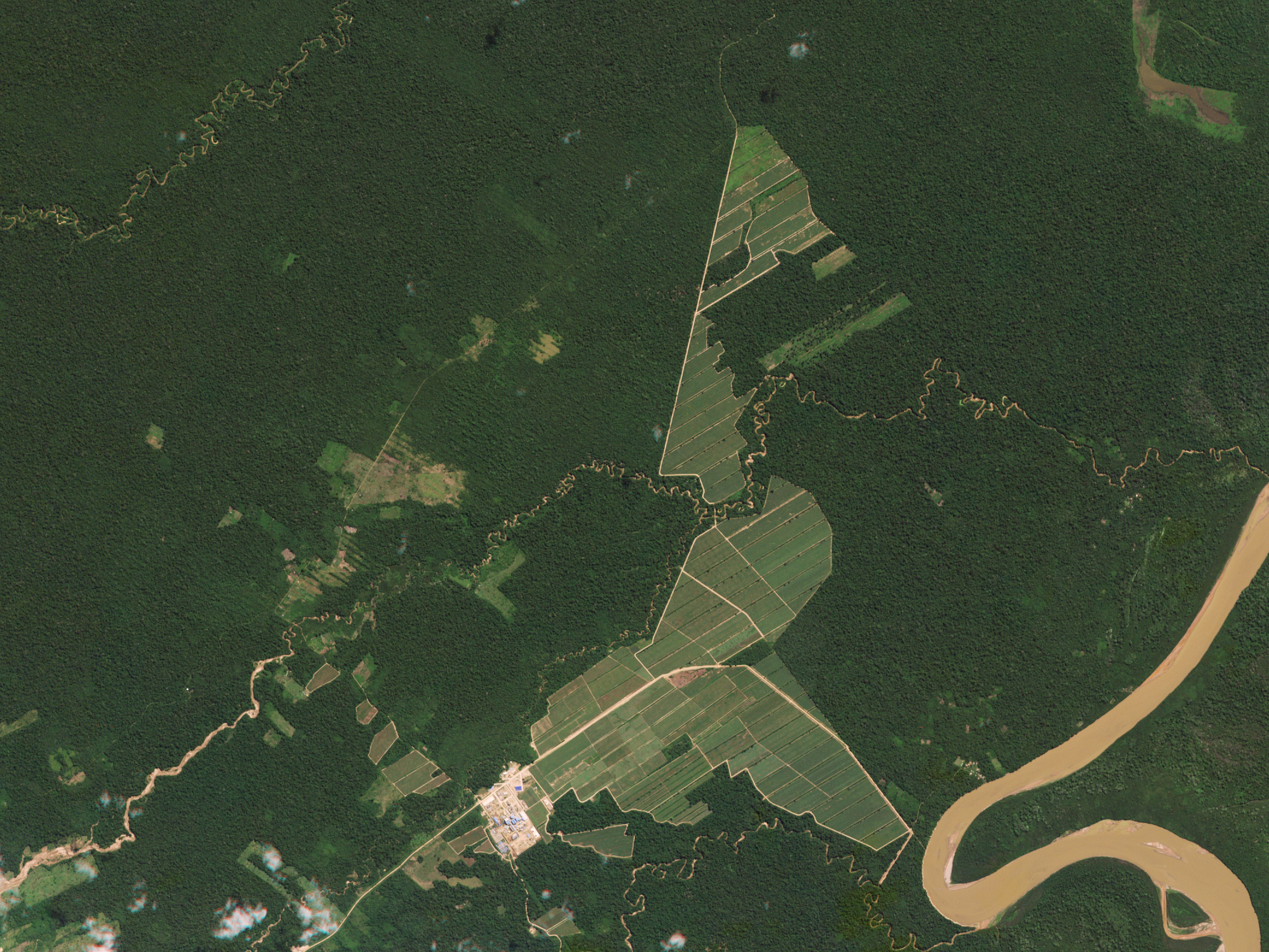
Diboscamento in Bolivia, 2016.

L'importanza economica della natura è indicata dall'uso dell'espressione Servizi ecosistemici atta a sottolineare l'importanza per il mercato di un mondo naturale sempre più scarso che non può più essere considerato né illimitato né svincolato. Generalmente, con il diminuire di un bene o un servizio il suo prezzo aumenta e questo si presenta come limitazione che favorisce la parsimonia, l'innovazione tecnica e i prodotti alternativi. Tuttavia, ciò si applica solo quando il prodotto o il servizio rientra nel sistema di mercato. Poiché i servizi ecosistemici sono considerati come esternalità economica non hanno un prezzo e quindi vengono usati in modo eccessivo e degradati, una situazione conosciuta come tragedia dei beni comuni.
Un approccio a questo problema è stato il tentativo di internalizzare queste esternalità usando strategie di mercato come le ecotasse e gli incentivi, licenze scambiabili sul mercato del carbone, e l'incoraggiamento al pagamento per i servizi ecosistemici. Le valute comunitarie associate al Local exchange trading system(LETS), una economia del dono e la banca del tempo (time banking) sono state presentate come un modo per supportare le economie locali e l'ambiente. L'economia verde è un altro tentativo basato sul mercato di affrontare le questioni relative all'equità e all'ambiente. La recessione globale e l'insieme delle relative politiche di governo potrebbero portare il più grande calo nelle emissioni di anidride carbonica mondiale.

### Sostenibilità come opportunità economica
Considerare l'ambiente come esternalità economica potrebbe portare benefici a breve termine a spese della sostenibilità. Le attività economiche sostenibili, d'altra parte, mettono insieme le problematiche ecologiche, sociali ed economiche (un esempio ne è la triple bottom line o triplice approccio). La crescita che impoverisce i servizi ecosistemici è talvolta denominata "crescita antieconomica" poiché porta alla diminuzione della qualità di vita. Minimizzare questa tipologia di crescita può creare opportunità per l'economia locale. Ad esempio, i rifiuti industriali possono essere considerati come una "risorsa economica nel posto sbagliato". Tra i vantaggi della riduzione dei rifiuti si includono il risparmio sui costi di smaltimento, la diminuzione delle sanzioni ambientali e la riduzione delle assicurazioni per la responsabilità civile. Questo potrebbe portare a un aumento delle quote di mercato grazie a una migliore immagine pubblica. Anche l'efficienza energetica può generare profitti riducendo allo stesso tempo i costi. 
L'idea di sostenibilità come opportunità economica ha portato alla formazione di organizzazioni come il consorzio di sostenibilità della Society for Organizational Learning, l'istituto del commercio sostenibile (Sustainable Business Institute) e il consiglio mondiale per lo sviluppo sostenibile (World Council for Sustainable Development). L'aumento delle opportunità economiche sostenibili può contribuire alla creazione di posti di lavoro grazie all'introduzione di professionalità legate alla tutela dell'ambiente. 
La ricerca sui dirigenti aziendali progressisti che hanno integrato la sostenibilità nelle strategie commerciali ha prodotto un modello di idoneità della leadership a favore della sostenibilità, e ha portato alla nascita del concetto di "sostenibilità integrata", definita dai suoi autori Chris Laszlo e Nadya Zhexembayeva come "integrazione di valori ambientali, sanitari e sociali nel core business senza compromesso di prezzo o qualità - ovvero senza corrispettivo sociale o ecologico".
La ricerca di Laszlo e Zhexembayeva ha dimostrato che la sostenibilità integrata offre almeno sette diverse opportunità di creazione del valore di impresa: a) migliore gestione del rischio, b) aumento dell'efficienza grazie alla riduzione dei rifiuti e l'uso delle risorse, c) migliore differenziazione del prodotto, d) nuovi ingressi sul mercato, e) potenziamento del brand e della sua reputazione, f) maggiori opportunità di influenza sugli standard industriali e g) maggiori opportunità di innovazione radicale. Inoltre la ricerca di Nadya Zhexembayeva del 2014 suggerisce che l'innovazione spinta dallo sfruttamento eccessivo delle risorse può portare a sostanziali benefici per i prodotti e i servizi delle imprese, come la strategia aziendale nel suo complesso, quando si applicano i giusti principi di innovazione.

### Approccio ecosocialista
Una scuola di pensiero, spesso definita come ecosocialismo o marxismo ecologico, afferma che il sistema economico capitalistico è fondamentalmente incompatibile con le richieste ecologiche e sociali della sostenibilità.
Questa teoria si fonda sulle seguenti premesse:
1. L'unico scopo economico del capitalismo è "l'accumulo illimitato di capitale" da parte della classe capitalista[197]
2. L'impulso di accumulare (lo scopo sociale) porta i capitalisti a reinvestire continuamente ed espandere la produzione, generando una crescita economica illimitata e insostenibile[198][199]
3. Lo stesso capitale tende a danneggiare le proprie condizioni di produzione (l'ecosistema e le risorse da cui ciascuna economia dipende)[200].

Perciò secondo questa analisi:
1. Dare priorità alla soddisfazione delle necessità umane rimanendo nei limiti ecologici, come esigenze di sviluppo sostenibile, è in conflitto i lavori strutturali del capitalismo[201]
2. Una economia capitalistica stazionaria è impossibile,[202] e per di più questa non è socialmente auspicabile a causa dell'inevitabile grave disoccupazione e sottoccupazione che ne conseguono[203]
3. Il capitalismo, se non sconfitto da una rivoluzione, si scontrerà con i limiti fisici della biosfera e si autodistruggerà[204].

Secondo questa logica, le soluzioni a problemi ecologici basate sul mercato (economia ecologica, ambientale e green economy) vengono rigettate in quanto ritenute modifiche tecniche che non fanno fronte ai fallimenti strutturali del capitalismo. Le soluzioni a basso richio su base tecnologico-scientifica come l'energia solare, l'agricoltura sostenibile e gli incrementi in efficienza energetica sono necessarie ma non sufficienti, mentre quelle ad alto rischio come l'energia nucleare e l'ingegneria climatica sono totalmente respinte. I tentativi dei mercati di praticare greenwashing sono considerati pubblicità ingannevoli ed è stato rilevato che la creazione di tecnologie rinnovabili, come ad esempio la proposta di Walmart di fornire elettricità attraverso l'energia solare, produca l'effetto contrario, cioè anziché ridurre il consumo delle risorse, aumenta la crescita economica. I modelli di mercato sostenibile e di triple bottom line sono considerati moralmente lodevoli ma estranei alla tendenza capitalistica di distribuzione della ricchezza poiché diventano sempre più disuguali e socialmente instabili e non sostenibili. Gli ecosocialisti sostengono che la generale riluttanza dei capitalisti e dei loro governi a tollerare e applicare limiti sul massimo profitto, come ecotasse o misure di conservazione e tutela, rende le riforme ambientali incapaci di promuovere un cambiamento su larga scala. Secondo Magdoff e Foster sebbene il capitalismo nel corso della storia abbia reagito ai cambiamenti ambientali, la sua resistenza alle esigenze dell'ambiente si irrigidiva nel momento in cui la forza di accumulo soggiacente al sistema veniva attaccata. Inoltre, essi notano che fino al totale collasso ecologico, la distruzione causata da disastri naturali generalmente provoca un aumento della crescita economica e accumulo. Pertanto, i capitalisti non hanno alcuna motivazione a ridurre la probabilità di disastri (come ad esempio la conversione alla produzione sostenibile/ecologica). 
Gli ecosocialisti invocano la rivoluzionaria successione dell'ecosocialismo al capitalismo - in quanto sistema economico, politico, sociale di uguaglianza volto ad armonizzare la società umana attraverso l'ecologia non-umana e a soddisfare i bisogni dell'uomo - come unico rimedio sufficiente per l'attuale crisi ecologica e quindi unico percorso verso la sostenibilità. Quest'ultima non è un dominio riservato solo agli scienziati, attivisti ambientali o leader del business ma è un progetto olistico che include l'intera umanità nella ridefinizione del suo ruolo nella Natura: "quello che ogni ambientalista dovrebbe sapere è che il capitalismo non è la soluzione ma il problema, e se l'umanità riuscirà a superare questa crisi, sarà possibile solo perché ha addestrato la sua capacità di libertà umana attraverso la lotta sociale con lo scopo di creare un nuovo mondo in co-evoluzione con il pianeta".

## Dimensione sociale
Le questioni riguardanti la sostenibilità sono generalmente espresse, oltre che in termini scientifici e ambientali, anche in termini etici di stewardship. Tuttavia, mettere in atto un cambiamento è una sfida sociale che racchiude, tra i vari aspetti, il diritto internazionale e nazionale, l'urbanistica e il settore dei trasporti, gli stili di vita locali e individuali e il consumo critico. “La relazione tra diritti umani e sviluppo umano, tra potere aziendale e giustizia ambientale, tra povertà mondiale e azione dei cittadini, suggerisce che l'essere un cittadino responsabile a livello mondiale sia un fattore imprescindibile da ciò che a prima vista potrebbe sembrare una mera questione di consumo personale e scelte morali".

### Pace, sicurezza e giustizia sociale
I disordini sociali, come ad esempio guerre, crimini e corruzione sottraggono risorse alle aree che hanno maggior bisogno di aiuto, compromettono la capacità delle società di pianificare il futuro e, generalmente, mettono a rischio il benessere dell'uomo e dell'ambiente. Le strategie a larga base mirate alla creazione di sistemi sociali più sostenibili includono: miglioramento dell'istruzione e acquisizione di potere politico da parte delle donne, soprattutto nei paesi in via di sviluppo; maggior attenzione alla giustizia sociale, in particolare giustizia tra ricchi e poveri sia all'interno di un paese, sia tra paesi diversi; equità intergenerazionale. L'impoverimento delle risorse naturali, tra cui le acque dolci, aumenta la probabilità di “guerre per le risorse”. Questo aspetto della sostenibilità va sotto il nome di sicurezza ambientale e crea un evidente bisogno di accordi ambientali a livello mondiale per la gestione delle risorse, come acquiferi e corsi d'acqua che attraversano i confini politici, e per la protezione di sistemi mondiali condivisi, tra cui oceani e atmosfera.

### Povertà
Uno degli ostacoli principali al raggiungimento della sostenibilità è la riduzione della povertà. Il rapporto Brundtland della Commissione mondiale sull'ambiente e lo sviluppo (conosciuto anche come “Our Common Future”) e gli Obiettivi di Sviluppo del Millennio dell'ONU hanno riconosciuto la povertà come una delle cause del degrado ambientale. I governi nazionali e le istituzioni multilaterali prendono sempre più coscienza dell'impossibilità di separare le questioni riguardanti lo sviluppo economico dalle questioni ambientali. Secondo quanto riportato dal rapporto Brundtland “la povertà è principale causa e conseguenza dei problemi ambientali nel mondo. Cercare di trattare i problemi ambientali senza adottare una prospettiva più ampia che includa i fattori alla base della povertà nel mondo e l'iniquità internazionale risulta un tentativo vano”. I bisogni primari (come cibo e medicine) e il benessere generale degli individui in stato di povertà dipende pesantemente dall'ecosistema locale. Ai fini di fornire tali bisogni primari, il continuo aumento della crescita demografica mette sempre più sotto pressione gli ecosistemi locali. Il Fondo delle Nazioni Unite per la popolazione ha individuato una stretta correlazione tra l'alto tasso di fertilità e la povertà: nei paesi più poveri del mondo si sono registrati anche il più alto tasso di fertilità e di crescita demografica. Il termine sostenibilità viene anche utilizzato considerevolmente dalle agenzie per lo sviluppo dei paesi occidentali e dalle associazioni internazionali di volontariato per richiamare l'attenzione sugli sforzi compiuti per combattere la povertà, utilizzando metodi che vanno incontro alla popolazione locale e all'ambiente. Ad esempio, insegnare ai poveri il trattamento delle acque facendo bollire l'acqua con il carbone, generalmente, non sarebbe considerata una strategia sostenibile, a differenza della SOlar water DISinfection (conosciuta anche come SODIS) che utilizza la luce solare e le comuni bottiglie di plastica in PET. Le migliori pratiche sostenibili includono anche il riciclaggio di materiali, come ad esempio l'utilizzo di materie plastiche riciclate per produrre legname da costruzione piuttosto che alla deforestazione che ha devastato gli alberi da legname fondamentali per il paese. Un altro esempio di pratica sostenibile per ridurre la povertà è l'utilizzo di materiali riciclati esportati nei paesi in via di sviluppo dai paesi sviluppati, proprio come ha fatto l'organizzazione no-profit statunitense Bridges to Prosperity, che ha utilizzato la fune metallica delle gru a ponte dei container per il trasporto marittimo come fune metallica strutturale per la costruzione di ponti pedonali per attraversare i corsi d'acqua nelle aree rurali povere in Asia e Africa.

### Relazione tra uomo e natura
Secondo il teorico statunitense Murray Bookchin, l'idea che l'uomo debba dominare la natura è diffusa nelle società a struttura gerarchica. Secondo il parere del teorico, le relazioni tra il capitalismo e il mercato, se non tenute sotto controllo, potrebbero ridurre il pianeta a una mera risorsa da sfruttare. La natura è, infatti, trattata come merce, come una commodity: “Il mercato depreda lo spirito umano parallelamente a come il capitale depreda la terra”. L'ecologia sociale, fondata dallo stesso Bookchin, si basa sull'idea che quasi tutti i problemi ecologici attuali dell'umanità sono meri sintomi derivanti da accordi sociali disfunzionali. Secondo il parere di Bookchin questi problemi possono essere risolti solo attraverso la comprensione dei processi sociali di base e attraverso l'intervento in tali processi applicando i concetti e i metodi delle scienze sociali.
Un approccio puramente capitalistico è stato criticato anche nel rapporto Stern Review on the Economics of Climate Change riguardante la riduzione degli effetti provocati dal riscaldamento globale: il miglior esempio di fallimento del mercato che si sia mai visto.
Per quanto riguarda gli Stati Uniti d'America, il governo e l'economia hanno avuto un impatto persistente sull'ambiente, anche se in modo problematico. Le questioni politiche riguardanti l'ambiente hanno dimostrato che il paese considera la protezione dell'ambiente un “problema di importanza secondaria”. Una delle causalità derivante da ciò è senza dubbio un dilemma chiamato “problema all'azione collettiva” o “dilemma all'azione collettiva”, che si verifica quando individui, aziende o governi guadagnerebbero se cooperassero per il raggiungimento di un obiettivo comune, ma per una ragione o per un'altra, uno o più di esse sceglie una linea d'azione meno ottimale. Matthew Potoski e Aseem Prakash hanno ideato un modello che stabilisce 4 cellule, che spiegano ogni singolo beneficio a favore del governo o del processo economico. Per il governo, uno dei costi potrebbe essere la perdita della fiducia pubblica, mentre per un'azienda potrebbe essere la perdita delle quote di mercato e della redditività.
L'Ecologia profonda (o Ecosofia) è un movimento filosofico e di pensiero teorizzato da Arne Næss che delinea i principi del benessere e la tutela di tutte le forme di vita presenti sul pianeta. Tra le altre cose, questa filosofia promuove una significativa decrescita dei consumi dell'uomo, una riduzione dell'interferenza che egli ha nella natura. Per raggiungere questo obiettivo, gli “ecologisti profondi” sostengono alcune politiche per strutture ideologiche, tecnologiche ed economiche di base, mirate a migliorare la qualità della vita a discapito del tenore di vita. Chi aderisce a questi principi è obbligato "a fare tutto il necessario affinché avvenga il cambiamento". L'idea di un sostenocene, come anche il concetto di biocenosi, è stato elaborato per portare a una maggior considerazione nell'ambito politico una visione del mondo in cui le organizzazioni umane possano potenziare e nutrire i bisogni di tutte le specie nel rispetto delle leggi della natura (come ad esempio la fotosintesi artificiale).

### Insediamenti umani
Un approccio a una vita sostenibile, esemplificato su piccola scala, sono le città di transizione urbane e gli ecovillaggi rurali, che mirano alla creazione di comunità autonome basate su principi di vita semplice, massimizzando l'autosufficienza, specialmente nella produzione di cibo. Questi principi, su ampia scala, sostengono il concetto di un'economia bioregionale. Si tratta di approcci che spesso si fondano sulla condivisione della conoscenza condividendo anche una tecnologia opensource appropriata.
Altri approcci, genericamente basati sul neourbanesimo, riducono gli impatti ambientali con successo, alterando la cementificazione per creare e preservare città sostenibili che supportino la mobilità sostenibile ed edifici a emissione zero. I residenti in quartieri compatti, rispetto a quelli che vivono nelle città diffuse, guidano meno e hanno un impatto ambientale significativamente basso grazie una serie di provvedimenti. I quartieri compatti promuovono un clima di grande convivenza, sia con la crescita della mobilità ciclopedonale, sia con l'uso dei mezzi pubblici che rendono possibile una maggior interazione tra la gente portando alla crescita della felicità e quindi a un miglioramento del tenore di vita.
Nella bioarchitettura, il recente movimento della nuova architettura classica, si promuove un approccio sostenibile attraverso la cementificazione, che sviluppa la crescita intelligente, la tradizione architettonica e il design classico. Ciò è in contrasto con l'architettura modernista, nonché con gli isolati quartieri residenziali e con le città diffuse. Entrambe le tendenze incominciarono negli anni '80, per introdurre in Europa modelli di economia circolare sostenibile del territorio promuovendo le città compatte e la riduzione della cementificazione di terreni vergini sottratti alle città diffuse.
I movimenti sociali su larga scala possono influenzare sia le scelte della comunità sia l'ambiente cementato. L'eco-municipalità può essere uno di questi. Le eco-municipalità usano un approccio di sistemi, basati sui principi sostenibili, coinvolgendo i membri della comunità con un approccio bottom-up. In Svezia, più di 70 città e paesi — il 25% dei comuni dell'intera nazione — hanno adottato un insieme comune di principi di sostenibilità implementandoli sistematicamente attraverso operazioni municipali. Ci sono ora 12 eco-municipalità negli Stati Uniti e l'American Planning Association (o APA - associazione americana che si occupa di pianificazione dei piani regolatori), ha adottato obiettivi sostenibili basati sugli stessi principi.
Chi desidera ridurre il proprio impatto personale e sociale sull'ambiente può adottare e far propri una moltitudine di suggerimenti, compiendo passi piccoli, semplici e poco impegnativi sul piano economico, ma la transizione richiesta per ridurre il consumo globale dell'umanità entro i limiti sostenibili coinvolge cambiamenti più ampi a tutti i livelli e in tutti i contesti della società.. Le Nazioni Unite hanno riconosciuto un ruolo centrale nell'educazione, e nel 2009 hanno promosso il piano decennale di sviluppo per l'educazione alla sostenibilità, 2005-2014, con lo scopo di “invitare ognuno di noi ad adottare nuovi comportamenti e pratiche per proteggere il nostro futuro”. Il WWF propone una strategia per la sostenibilità che va oltre l'educazione in modo da affrontare valori della società che sono implicitamente individualistici e materialistici, intensificando le connessioni tra l'uomo e il mondo naturale.

### Diritti umani e del lavoro
L'applicazione della sostenibilità sociale richiede finanziatori per approfondire gli ambiti legati ai diritti umani e del lavoro, alla prevenzione della tratta degli esseri umani e a tutti gli altri rischi legati a essi. Questi punti devono essere seriamente considerati durante il processo di produzione e di approvvigionamento dei vari prodotti globali. La comunità internazionale ha identificato più industrie che hanno violato la sostenibilità sociale, e molte di esse hanno organizzazioni in loco che aiutano a verificare che prodotti e servizi rispettino i principi di sostenibilità, come ad esempio: i Principi dell'Equatore (per il settore finanziario), la FWF (Fair Wear Foundation per gli indumenti), e la EICC (Electronics Industry Citizenship Coalition per le apparecchiatura elettroniche). Le risorse hanno anche il compito di verificare il ciclo di vita dei prodotti e del livello dei produttori o venditori: ne sono esempio chi si occupa del controllo sulla pulizia dei prodotti, la NSF-140 per la produzione di tappeti dell'etichettatura del cibo organico negli Stati Uniti.

## La dimensione culturale
La dimensione culturale di sostenibilità è anche nota come sostenibilità culturale. Importante nell'avanzamento di questa nozione è la presenza delle Nazioni Unite, UNESCO e in particolare la loro Agenda21 e l'Agenda21 per la cultura (anche nota come Cultura21), un programma per la gestione culturale, sviluppata nel 2002-2004 e coordinata dell'Unione delle città e dei governi locali, creata nel 2004.

### Turismo
La sostenibilità è centrale per sostenere i sentimenti di autenticità nel turismo. Le esperienze turistiche possono essere migliorate quando si sostituisce l'artificioso con l'autentico, e allo stesso tempo ispirano un interesse deleterio potenziale per le visite sviluppate in luoghi reali: cioè siti obiettivamente autentici e non toccati da ripristini e rinnovamenti. I sentimenti di autenticità nei siti turistici sono quindi implicitamente legati al turismo sostenibile: con la massimizzazione di un “vissuto” esistenziale autentico, nei siti di limitata provenienza storica accresce la probabilità di visite successive.

## Necessità di uno sviluppo sostenibile
Molte modificazioni dell'ecosistema da parte dell'uomo, tra cui l'evoluzione tecnologica incontrollata, il consumismo sfrenato e l'utilizzo irresponsabile delle materie prime, portano all'esaurimento delle risorse naturali e a un pericoloso aumento dell'inquinamento ambientale.
L'umanità sta vivendo in una maniera non sostenibile, consumando le limitate risorse naturali della Terra più rapidamente di quanto essa sia in grado di rigenerare.

Di conseguenza uno sforzo sociale collettivo per adattare il consumo umano di tali risorse entro un livello di sviluppo sostenibile, è una questione di capitale importanza per il presente e il futuro dell'umanità.
Gli effetti devastanti generati da una continua produzione e trasformazione di prodotti ottenuti senza un'organica programmazione non possono più essere perseguiti.
Per tale motivo è in atto una radicale trasformazione sostenibile, che ha origine nella "Conferenza sull'Ambiente Umano" tenuta a Stoccolma dalle Nazioni Unite del 1972 e nel "Rapporto Brundtland" del 1987.
Da quella conferenza la convinzione che bisogna intervenire e sensibilizzare allo scopo di finalizzare un ciclo completo che generi un processo definito che attraverso linee guida di continuità e controllo, possano gestire integralmente, a partire dall'idea che definisce un prodotto abbia come chiave: l'utilizzo la sua durabilità e il suo riciclo, come forza costante che accompagna i ravveduti.
Il tutto gestito in maniera tale da garantire un ciclo organico chiuso che riduca al minimo o tenda allo zero lo scarto come rifiuto e garantisca la qualità dell'ambiente.
Il rifiuto da scarto è l'atto conclusivo di qualunque ciclo, preferibilmente, da scongiurare comunque da controllare; non è un caso che la riciclabilità sia un altro tema correlabile e strettamente connesso al tema trattato.
A seguito di una maggiore presa di coscienza riguardo alla necessità di uno sviluppo sostenibile, la società contemporanea mira a modificare i propri comportamenti puntando alla gestione intelligente del suo operato nel rispetto delle risorse umane e naturali. Si punta inoltre alla salvaguardia delle generazioni future, al fine di garantire la continuità umana attraverso un controllo responsabile delle azioni svolte sull'ecosistema.
Le risorse devono essere sfruttate in modo da favorire la rigenerazione delle stesse al fine di scongiurarne l'esaurimento, attraverso metodiche di trasformazione a impatto prossimo allo zero a tutela dell'ambiente.

## Interventi sostenibili
È possibile agire in maniera sostenibile intervenendo sul ciclo di vita dei prodotti dell'attività umana, che comprende: 
1. la nascita di un nuovo prodotto;
2. il mantenimento in vita di un prodotto;
3. il riciclo del prodotto.

Per ciascuna di queste fasi, la quantità di scarto generato durante ciascuna fase rappresenta un indice fondamentale da minimizzare per l'ottenimento di un processo sostenibile.
Più lo scarto è prossimo allo zero, più il processo da cui esso è generato può essere definito sostenibile.
In generale, le procedure utilizzabili per aumentare la sostenibilità di un processo, includono:
- il miglioramento della qualità con il minimo consumo di materie prime;
- l'utilizzo di materie prime naturali; con il minimo investimento energetico al fine di ottenere un prodotto più prossimo al chilometro zero;
- durante la sua fase di ideazione, prevedere la possibilità di riciclare il prodotto.

## Valore condiviso
Negli ultimi anni, sta emergendo un nuovo concetto che si basa molto sui concetti di sostenibilità del business aziendale, ovvero il valore condiviso (o shared value). L'idea di valore condiviso, sistematizza quanto è già stato sviluppato dalla teoria e dalla pratica in termini di responsabilità sociale d'impresa e sostenibilità d'impresa, contestualizzando il tema della sostenibilità sociale e ambientale da un livello strategico fino a un livello di bottom line del business. In particolare, con l'approccio del valore condiviso, il focus ricade sulla creazione di un circolo virtuoso che elimina i trade-off e valorizza il ritorno dell'investimento, che conduce appunto a generare sia valore economico per l'impresa sia valore sociale.